# Unión Española
Unión Española es una entidad deportiva con sede en la comuna de Independencia de la ciudad de Santiago, Chile. Su actividad principal es el fútbol profesional, donde actualmente compite en la Liga de Primera de Chile. Además, el club cuenta con una rama de fútbol femenino y participa en torneos nacionales a través de sus categorías inferiores. Es uno de los equipos más longevos del país.
Fue fundado por un grupo de españoles residentes en Chile y descendientes de españoles bajo el nombre de Centro Español de Instrucción y Recreación el 18 de mayo de 1897. La intención era establecer un centro de esparcimiento para los inmigrantes españoles que, debido a sus condiciones económicas, no podían acceder a los clubes sociales de la época. Finalmente, el club se refundó el 12 de abril de 1934 tras la fusión del Centro Español de Instrucción y Recreación con la Unión Deportiva Española, pasando a denominarse Unión Española.
Su estadio es el Santa Laura, popularmente conocido como la «catedral del fútbol chileno». Ubicado al norte de Santiago, tras su remodelación, cuenta con una capacidad para albergar a aproximadamente 20 000 espectadores. El club se distingue al ser uno de los únicos cuatro equipos chilenos que poseen su propio estadio.
Debido a sus raíces, los colores que identifican a la institución son el rojo y el amarillo, en referencia a los colores de la bandera de España.
Es el 5.º equipo con más títulos de Primera División, ostentando siete campeonatos. Su palmarés también cuenta con dos Copas Chile, una Supercopa de Chile y un campeonato de Primera B. Además, con 90 temporadas oficiales disputadas, es el 2.º equipo con más participaciones en la Primera División, superado únicamente por Colo-Colo. A nivel internacional, ha participado en 13 ediciones de la Copa Libertadores de América y se encuentra entre los cuatro equipos chilenos que han alcanzado una final, obteniendo el subcampeonato tras ser vencido por Independiente en 1975.
Su histórico rival es Audax Italiano, con quien disputa el «Clásico de Colonias», en representación de las colonias española e italiana, las más importantes asentadas en el país. El partido que lo enfrenta con Palestino también es referido como «Clásico de Colonias» por parte de las parcialidades de ambos equipos, así como por la prensa especializada. Además, el enfrentamiento contra Universidad Católica ha cobrado relevancia, evocando la antigua rivalidad del «Clásico de Independencia». Tanto para los aficionados del club como para parte de la prensa, este duelo se sigue considerando un clásico en la actualidad.

## Historia
El 13 de junio de 1885, un grupo de 23 españoles residentes en Chile, encabezados por Ignacio Balcells, acuerda formar un centro de esparcimiento para los inmigrantes españoles, la idea era contar con un lugar de entretenimiento para la colonia establecida en Chile, alejado de las cantinas y las peleas callejeras. Un sitio para compartir sus costumbres por el deporte y los juegos de salón. Es por ello que consiguieron la personalidad jurídica para fundar el Centro Español de Instrucción y Recreación el 18 de mayo de 1897. Su primer presidente fue el mismo Ignacio Balcells y su sede estaba ubicada en el centro de la ciudad de Santiago, en calle Merced, entre San Antonio y Mac Iver.
El Centro Español de Instrucción y Recreación adquirió mucho interés por la colectividad extranjera y comenzó rápidamente a expandir sus disciplinas deportivas. Se tomó la decisión de administrar sus recursos en forma independiente centrándose en actividades como el ciclismo y el fútbol. Así, el 9 de enero de 1909 fue fundado el Club Ciclista Ibérico, mientras que más tarde, el 18 de octubre de 1918 nació el Club Ibérico Balompié. Este último se inscribió en la Asociación de Football de Santiago y ganó, entre otros torneos, la Copa Chile y la Copa Unión, ambas en 1920. Debido a la necesidad de contar con un recinto que albergara la práctica total de sus actividades deportivas, en mayo de 1922, bajo la presidencia de Rosendo de Santiago Álvarez, por el Club Ciclista Ibérico, y de Evaristo Santos, por el Club Ibérico Balompié, llegaron al acuerdo de fusionarse y formar una sola institución, bajo el nombre de Unión Deportiva Española.

### El fútbol en la era amateur

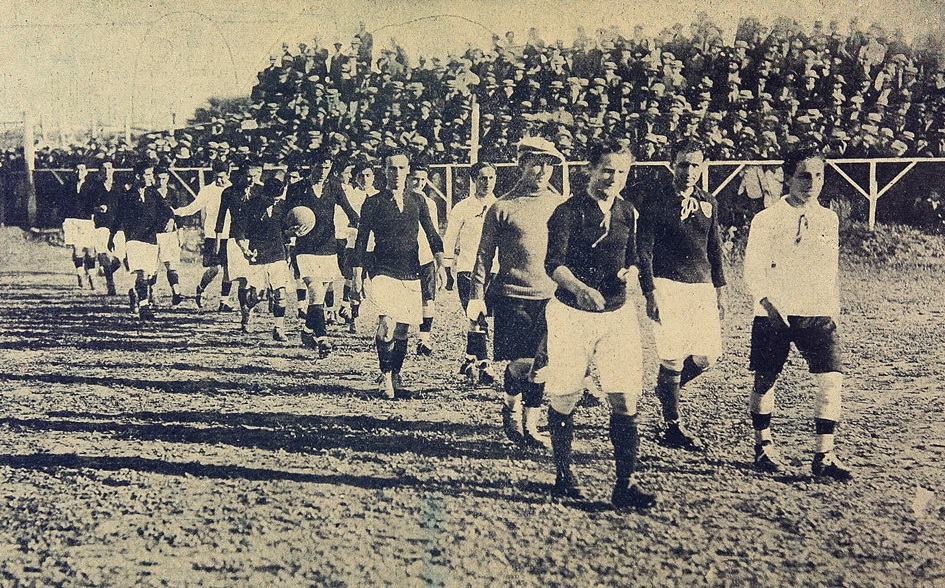
Colo-Colo y Unión Española entrando al campo de juego del Estadio Santa Laura en diciembre de 1925.

Durante sus primeros años, Unión Deportiva Española participó en las competiciones de la Asociación de Football de Santiago. En esta organización consiguió obtener sus primeros títulos como club, logrando coronarse bicampeón de la Copa Chile en las temporadas 1924 y 1925 tras una brillante irrupción. En ese periodo, el equipo estaba liderado por su capitán, el defensa español Juan Legarreta.

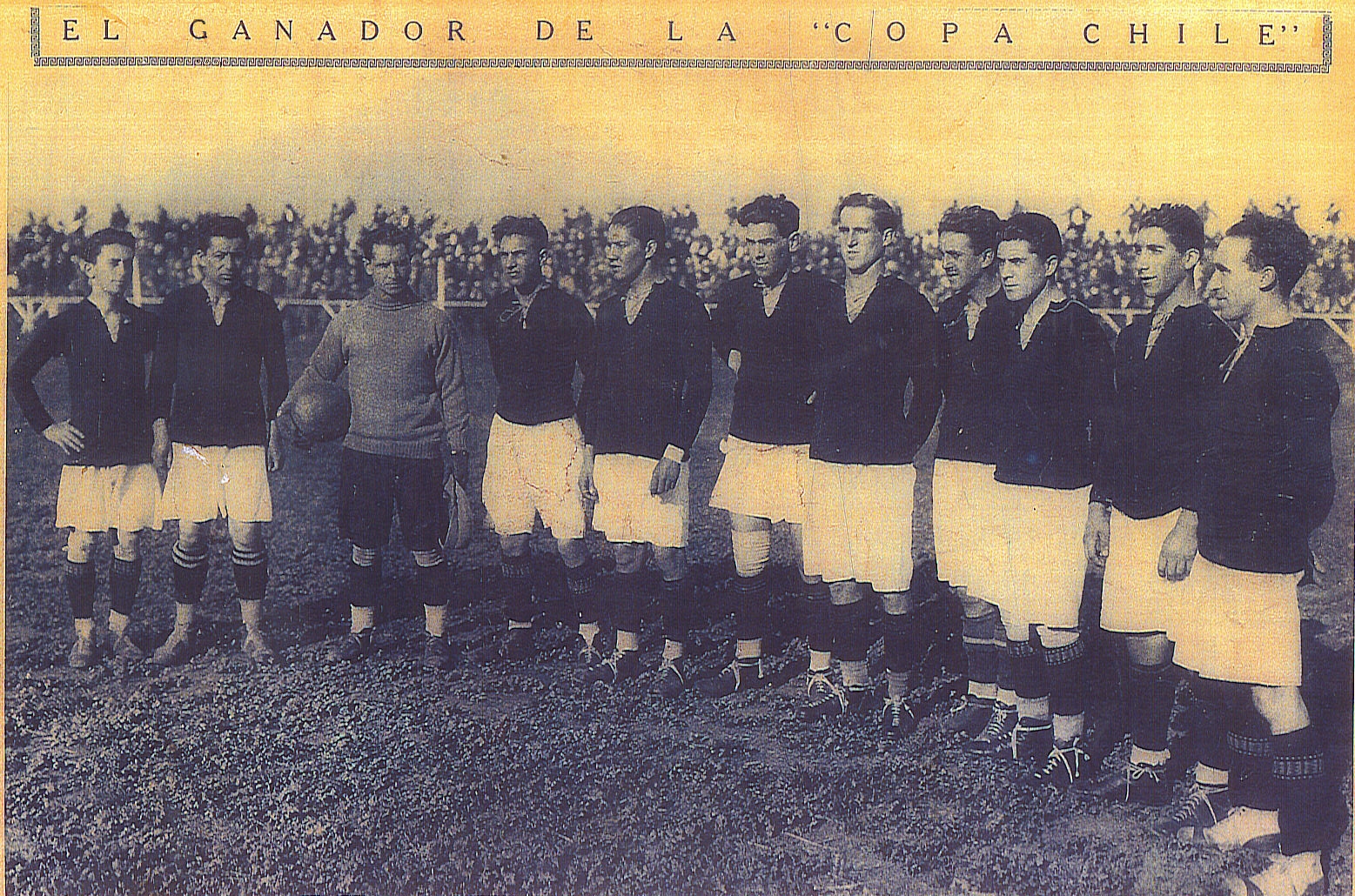
Plantel de la Unión Deportiva Española, campeón de la Copa Chile de la Asociación de Football de Santiago en 1925.

El 27 de diciembre de ese mismo año, definieron el título de Campeón de Santiago ante Colo-Colo. El equipo de los albos, venía de un gran desempeño en la Liga Metropolitana. En el partido de fondo, ante un marco de 10 000 espectadores, los hispanos fueron derrotados por 2-0, ambos goles de Luis Contreras. El encuentro fue suspendido minutos antes de terminar a causa de incidentes provocados por los aficionados, en los que involucraron a jugadores de los dos planteles.
En 1927, tras la unificación de las federaciones nacionales del fútbol acontecida un año atrás, las asociaciones capitalinas hicieron lo mismo, fusionándose en la Liga Central de Football de Santiago. La gran cantidad de equipos que la conformaban provocó que el campeonato fuera dividido en series para la edición de 1927, donde Unión Deportiva Española pasó a integrar la Serie E y la Serie de Honor de la Competición. Para la competencia de 1928, el club obtuvo un nuevo título, tras ganar la Serie A de la Liga Central de Football, en la que participaron Audax Italiano, Gold Cross y Liverpool Wanderers. En 1930 el club estuvo a punto de obtener el campeonato, sin embargo, tras caer en la antepenúltima fecha ante Colo-Colo y en la siguiente frente a Santiago National, obtuvo solo el segundo lugar.

### La era profesional: un comienzo difícil
Posteriormente, en mayo de 1933, en idea conjunta con Colo-Colo, Bádminton, Audax Italiano, Green Cross, Morning Star, Magallanes y Santiago National, Unión Deportiva Española participó en la creación de la Liga Profesional de Football de Santiago, primera organización de fútbol rentado en el país y que instituyó la actual Primera División de Chile. En el primer Campeonato de Apertura, el equipo logró disputar la final ante Colo-Colo, pero perdió por 2-1, mientras que en el Campeonato Nacional solo logró ubicarse en la cuarta posición de ocho equipos. Al año siguiente, el 12 de abril de 1934, tuvo lugar el final del vínculo entre el Centro Español de Instrucción y Recreación y la Unión Deportiva Española, de manera que el club tomó definitivamente el nombre de Unión Española. En aquella fecha celebró su primer directorio, con Evaristo Santos como presidente y Ángel Graell como vicepresidente. El 12 de diciembre de ese año, se aprobaron los estatutos de la institución.
En 1935 se realizó solo el Campeonato Nacional, con la participación de 6 clubes. Unión Española tuvo un discreto desempeño, adjudicándose el penúltimo lugar de la tabla de posiciones, superando solamente al Santiago F.C. El rendimiento del equipo en el Campeonato Nacional de 1936 fue peor, pues los hispanos finalizaron últimos, con apenas una victoria ante Bádminton. De manera adicional, el último trimestre del año se disputó un Torneo de Eliminación Directa, denominado Campeonato Nacional de Football del Cuarto Centenario de Valparaíso, con motivo de la celebración del aniversario 400 de la fundación de la ciudad de Valparaíso. Unión Española cayó en semifinales ante Santiago Wanderers por 5-4, no sin antes eliminar en cuartos de final a su clásico rival, Audax Italiano.

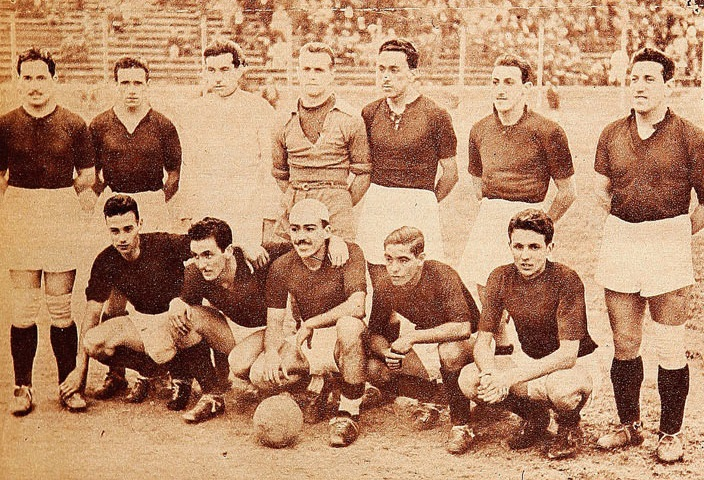
Plantel de Unión Española en 1937.

Para el año 1937 vuelve el Campeonato de Apertura, donde el equipo queda eliminado tempranamente a manos de Santiago Morning. Sin embargo, el desempeño en el Campeonato Oficial mejoró con respecto a los años anteriores, obteniendo una modesta 3.ª posición entre 7 equipos, aunque a 5 puntos del campeón invicto, Colo-Colo. Finalmente, luego de un largo proceso, el 4 de febrero de 1937 se oficializó la personalidad jurídica de Unión Española, bajo el Decreto N.º 409 del Ministerio de Justicia. Con la transformación de la Asociación de Fútbol Profesional (AFP) en la Asociación Central de Fútbol (ACF) en 1938, el club debió crear sus divisiones inferiores para la denominada Sección Cadetes, dejando a cargo de estas al dirigente Andrés García. Nuevamente Los Rojos de Santa Laura son eliminados rápidamente en el Campeonato de Apertura, tras ser goleados 6-2 por un renovado cuadro de Magallanes. En el Campeonato Nacional de ese año, el equipo apenas logró el cuarto puesto en la tabla de posiciones, tres puntos abajo del campeón.

### La reconstrucción y los primeros títulos

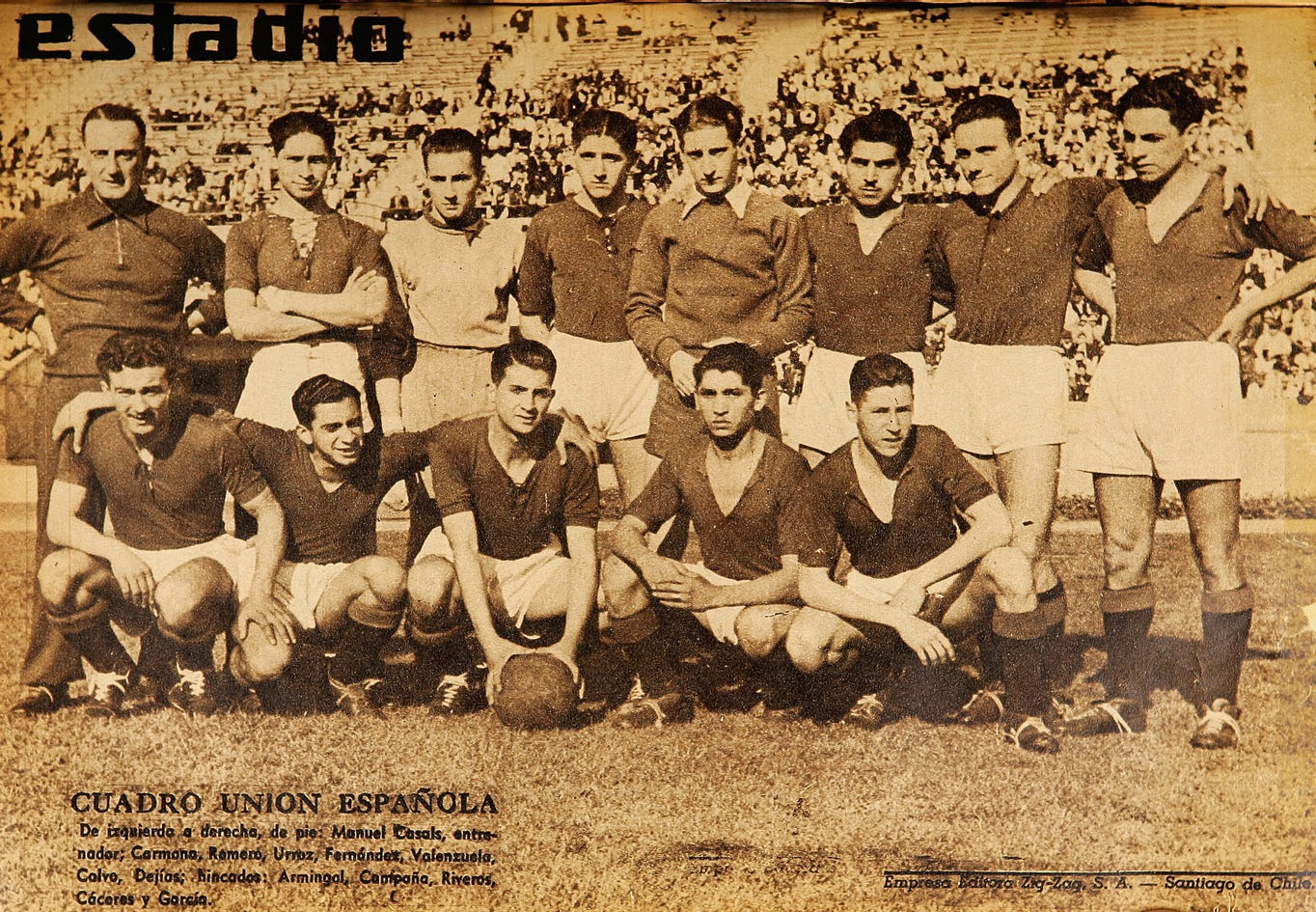
Unión Española 1941, conformado solo por jugadores provenientes de las inferiores.

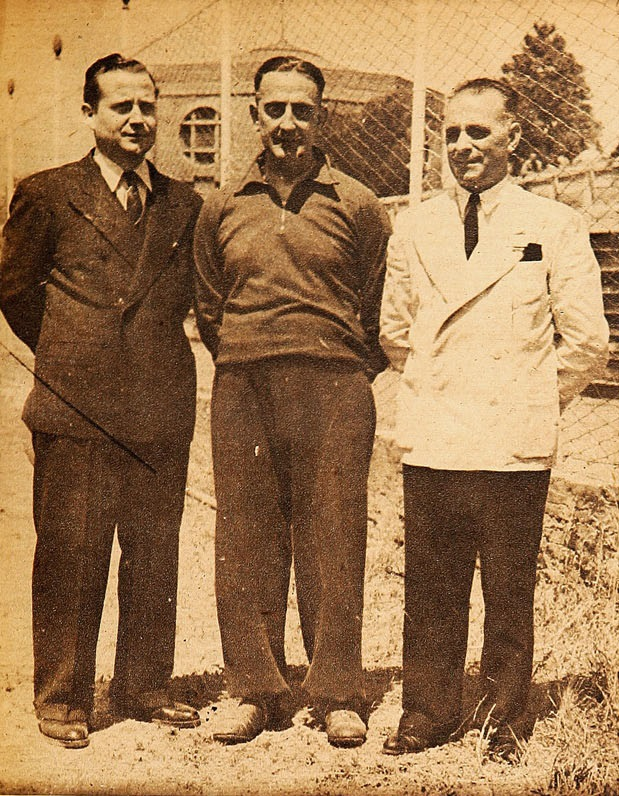
Andrés García dirigente de la sección infantil de Unión Española, Manuel Casals director técnico del primer equipo y el dirigente Juan Legarreta, 1942.

En 1939, el club disputó un solo encuentro (derrota por 2-4 ante Colo-Colo) con el nombre de Central,para no herir susceptibilidades debido a la guerra civil española. Sin embargo, a causa de dicho contexto, el club entró en receso por decisión de la directiva. Se tomó la determinación de anular el resultado y excluirlo de las estadísticas. Pese a esto, el club volvió a disputar el torneo en el año siguiente. Producto del receso, el plantel de Unión Española había sido desmantelado casi en su totalidad por otros clubes, quienes contrataron a las emergentes figuras del equipo. Por este motivo, se contrató para 1940 al entrenador español Manuel Casals, quien debió construir un nuevo plantel basado en jugadores jóvenes de las divisiones inferiores. El primer campeonato de los pollos (apelativo referido a la juventud del plantel) fue desastroso, resultando en el último lugar de la tabla.
Pese al fracaso, los dirigentes siguieron confiando en el proyecto juvenil y, en los años siguientes, el equipo se ubicó cerca de la mitad de la tabla de posiciones. Para el campeonato de 1943, se decidió contratar al entrenador chileno Atanasio Pardo, quien se encargó de incorporar al plantel a los experimentados futbolistas Segundo Flores y Luis Ponce. El reforzado plantel logró obtener el primer título de Unión Española, con 9 triunfos, 8 empates y 1 derrota, lo que se tradujo en 26 puntos, dos más que el subcampeón Colo-Colo. Además, Luis Machuca se consagró goleador del torneo, con 17 goles. Posteriormente, en los años 1945 y 1948, el club solo logró el subcampeonato del Campeonato Nacional.
En cuanto a las copas nacionales, Unión Española se consagró campeón del Campeonato de Apertura (Copa Preparación) del año 1947, tras derrotar en la final por 2-0 a Iberia.

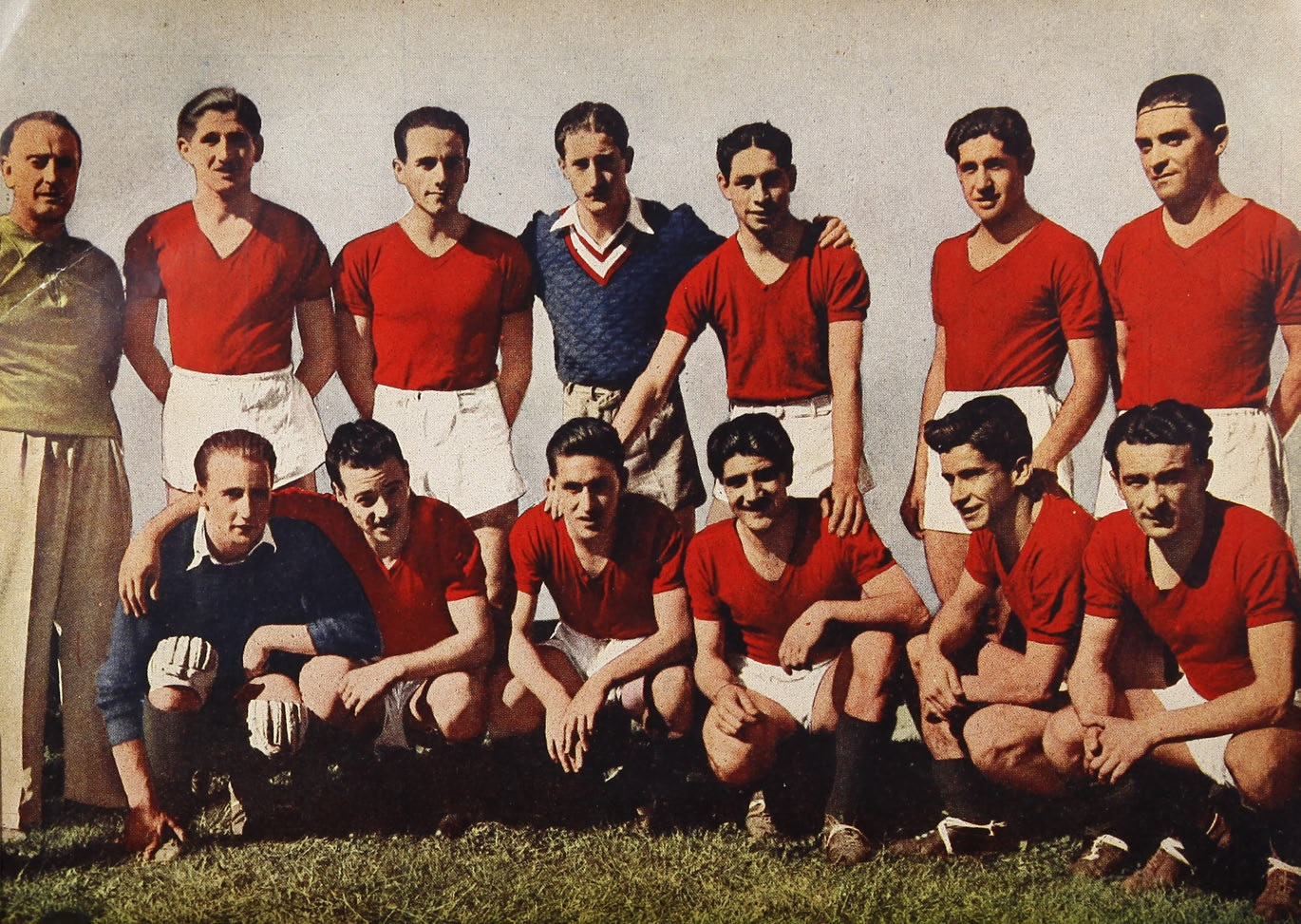
Formación del equipo que alcanzó el primer título de la institución en el Campeonato Nacional de 1943.

Unión Española tuvo un pobre desempeño en la Copa Carlos Varela de 1950, un Campeonato de Apertura previo al Campeonato Nacional. En dicha copa, los hispanos no lograron superar la Fase 1, ubicándose en el último puesto del Grupo B. Sin embargo, el equipo logró pelear los primeros puestos del Campeonato Nacional de 1950, donde tras disputar la última fecha igualó a 30 puntos con Everton de Viña del Mar. Para definir al campeón, ambos equipos disputaron un partido de desempate en el Estadio Nacional el 14 de enero de 1951. Con un gol de René Meléndez en la prórroga, la Unión Española cayó derrotada por 1-0 ante los viñamarinos, por lo que se debieron conformar con el subcampeonato.
Pese a perder el campeonato, el director técnico español Isidro Lángara siguió al mando del equipo durante el Campeonato Nacional de 1951. El torneo se disputó entre 12 equipos, que disputaron dos etapas: una primera etapa general, y una segunda etapa dividida en un grupo postulante al campeonato y otro al descenso. Unión Española logró clasificar en el 4.º lugar de la primera etapa, junto a Audax Italiano, Universidad de Chile, Colo-Colo, Santiago Morning y Everton. Junto a esos cinco equipos disputó la segunda etapa, donde finalizó puntero. Sin embargo, la tabla de posiciones final se conformaba con la sumatoria de puntos de ambas etapas, ante lo cual, Unión Española y Audax Italiano finalizaron punteros con 36 puntos. Esto condujo a la realización de un partido de desempate el 13 de diciembre de 1951. En el Estadio Nacional y ante 42 000 espectadores, los hispanos vencieron a su clásico rival por 1-0. Esto resultó en el segundo título para Unión Española.

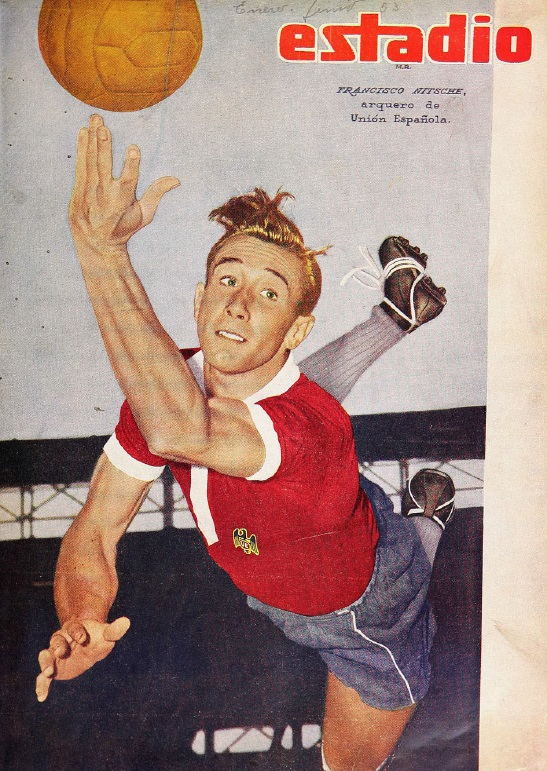
Francisco Nitsche Compán, arquero de Unión Española desde 1951 a 1965.

### Los años setenta: la década de oro
A pesar de no haber ganado ningún título en la década de los 60' y de haberse reforzado con los argentinos Óscar Posenatto y Rubén Magdalena, el equipo destacó durante su gira por España. En esa ocasión, lograron vencer al Fútbol Club Barcelona 2-1 en el viejo Campo de Las Corts, ante la presencia de 25,000 espectadores. Además, durante este periodo, surgió una joven promesa del club: Honorino Landa.
En 1970, bajo el liderazgo de Abel Alonso, la directiva optó por una política más ambiciosa, invirtiendo en jugadores con proyección y fortaleciendo el plantel, con el objetivo de convertir a Unión Española en protagonista del Campeonato Nacional.
Con el argentino Néstor Isella como director técnico, el club logró el subcampeonato del Campeonato Nacional, siendo vencidos por Colo-Colo en una final disputada en enero de 1971, donde el equipo cayó por 2-1. Este segundo lugar le permitió a Unión Española participar por primera vez en una Copa Libertadores de América. En la Primera Fase del evento deportivo en 1971, el equipo de Isella finalizó en la 1.ª posición del Grupo 4, eliminando a Cerro Porteño, Guaraní (ambos de Paraguay) y al campeón nacional Colo-Colo. Instalados en semifinales, Unión Española finalizó en la última posición del Grupo 2, por detrás de Estudiantes de La Plata y Barcelona Sporting Club. Mientras tanto, en el Campeonato Nacional, el equipo finalizó en la 3.ª posición de 18 equipos participantes. En 1972 el club nuevamente logró el subcampeonato, otra vez adjudicado por Colo-Colo.
En 1973 se hace cargo del equipo el director técnico chileno Luis Santibáñez, quien logró buenas campañas con el equipo de Unión San Felipe. En el ámbito internacional el club logró un pobre desempeño en la Copa Libertadores de América de 1973, quedando eliminados en la Primera Fase tras quedar como colistas del Grupo 3, por detrás de Colo-Colo, Emelec y El Nacional (ambos de Ecuador). En el plano nacional, Unión Española logró titularse como campeón de un irregular Campeonato Nacional, que fue marcado por el comienzo de la dictadura en Chile tras el abrupto golpe de Estado del 11 de septiembre de 1973, un suceso que remeció al país. El club logró ocho puntos de ventaja sobre Colo-Colo, con 22 triunfos, 11 empates y 1 derrota. Guillermo Yávar se adjudicó el título de goleador del torneo con 21 goles.
El club comenzó el año 1974 con la salida de Luis Santibáñez al Club de Deportes Ovalle, aunque finalmente volvió al equipo en la mitad del año. En la Copa Libertadores de América de 1974, los equipos chilenos tuvieron un pésimo desempeño frente a los clubes argentinos Huracán y Rosario Central. En el Grupo 1, Unión Española solo logró superar a Colo-Colo en la tabla de posiciones (venciéndolos en los dos partidos), hecho que no bastó para clasificar a la siguiente ronda. En el Campeonato Nacional, el equipo logró la 4.ª posición en la tabla de posiciones, lo que le permitió acceder a la Liguilla Pre-Libertadores en 1974, primera edición de este torneo clasificatorio, junto con Palestino (2.º), Colo-Colo (3.º) y Santiago Wanderers (subcampeón de la Copa Chile). Finalmente, Unión Española venció a Colo-Colo por 2-1, lo que permitió al club hispano acceder a la Copa Libertadores de América de 1975.
En 1975, continuando bajo la dirección de Luis Santibáñez, el club logró uno de sus mejores desempeños históricos y el punto más alto de la década. En el Campeonato Nacional, Unión Española se coronó como campeón por cuarta vez en su historia, a solo dos puntos del subcampeón Deportes Concepción. Con 20 victorias, 10 empates y solamente 4 derrotas, fue el equipo que menos partidos perdió. Si bien ningún jugador del plantel logró proclamarse como goleador de la competición, colectivamente el equipo fue el que más goles convirtió en el transcurso del torneo.
En la Copa Libertadores de América de 1975, el club obtuvo el subcampeonato. Durante la Primera Fase, la Unión Española lideró el Grupo 2 por encima de Huachipato, The Strongest y Jorge Wilstermann (ambos de Bolivia). En las semifinales, pertenecientes al Grupo 1, se impuso sobre Universitario de Deportes y la Liga Deportiva Universitaria (de Perú y Ecuador respectivamente). En la final, Unión Española disputó una serie de tres partidos ante el Club Atlético Independiente de Argentina. En el partido de ida, jugado el 18 de junio en el Estadio Nacional, el marcador fue de 1-0 a favor de Unión Española. En el partido de vuelta, llevado a cabo el 25 de junio en Avellaneda, el marcador fue de 3-1 a favor del Club Atlético Independiente. El partido final, realizado el 29 de junio en el Estadio Defensores del Chaco de Asunción, registró un marcador de 2-0 a favor del equipo argentino, quienes se consagraron como campeones.

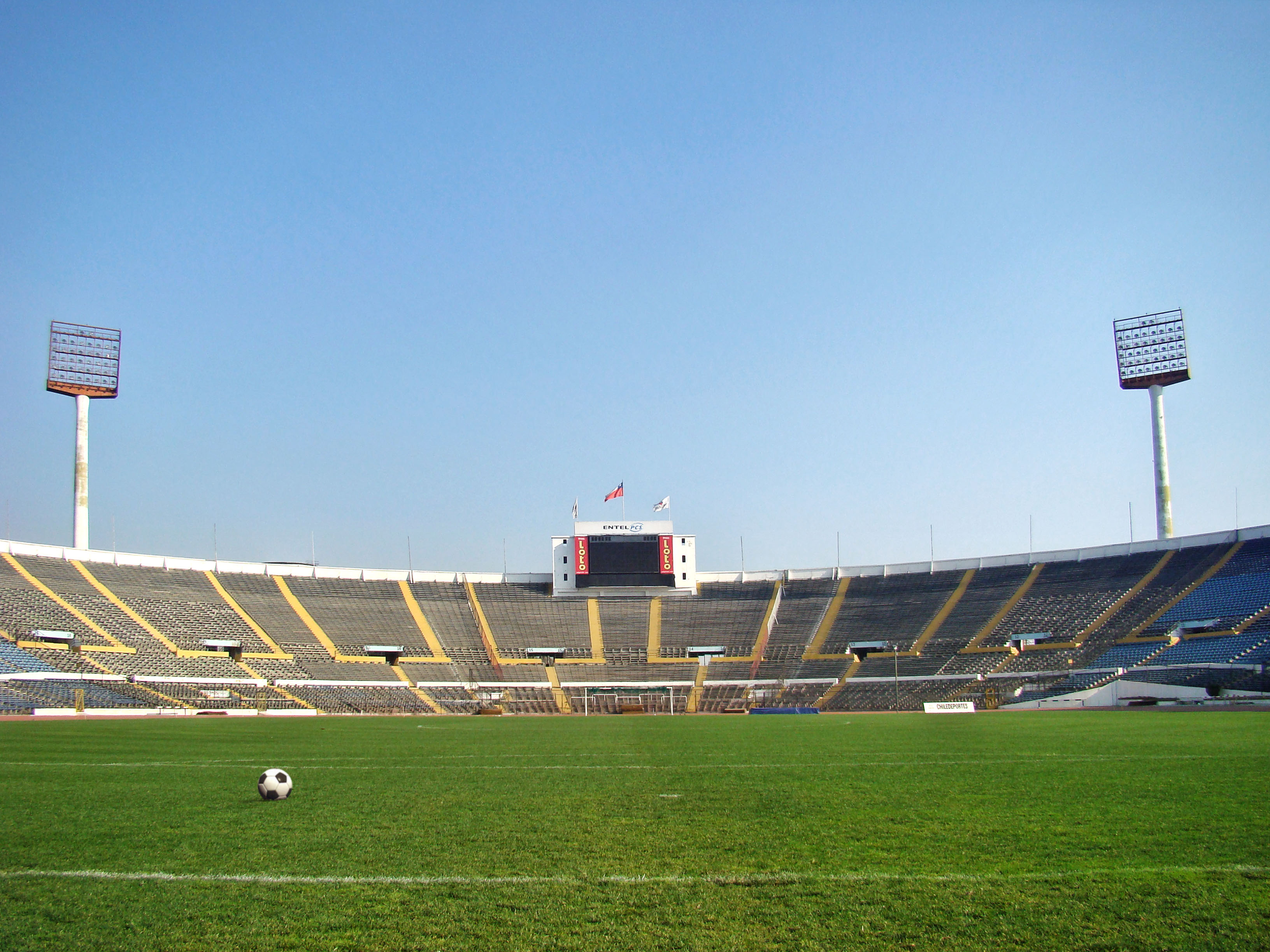
Estadio Nacional, sede de la final de ida que terminaría Unión Española 1 - 0 Club Atlético Independiente.

En 1976, la mayoría del equipo fue desmantelado debido a las tentadoras ofertas recibidas. A pesar de ello, el club se reforzó con la intención de repetir la hazaña lograda en 1975. Con un plantel renovado, el club inició su aventura en el torneo internacional. Aunque mostraron un buen desempeño en la Copa Libertadores de América de 1976, Unión Española no logró avanzar a las semifinales del torneo, tras terminar en igualdad de puntos con Peñarol de Uruguay en el Grupo 5 de la Primera Fase. Pese a la igualdad de puntaje, el equipo de Montevideo logró clasificar gracias a la diferencia de goles de +3 (frente a la diferencia de +2 del equipo chileno). En el Campeonato Nacional, finalizó en la 1.ª posición junto con Everton de Viña del Mar, ambos con 53 puntos, lo que derivó a disputar un partido de desempate en el Estadio Nacional. El primer partido finalizó empatado 0-0, lo que obligó a realizar un segundo partido. En el desempate, Everton derrotó a Unión Española por 3-1, por lo que los hispanos debieron conformarse con el subcampeonato. Además, finalizó en la 3.ª posición de la Liguilla Pre-Libertadores, por lo que no pudo clasificar nuevamente para la Copa Libertadores.
Tras el fracaso anterior, en 1977 Unión Española se planteó la meta de salir campeón, objetivo que consiguió tras finalizar la 34.ª fecha. Unión Española finalizó como líder del torneo, con solo 2 puntos de ventaja sobre Everton. Tras lograr su tercer título con el equipo y el quinto título en la historia del club, Luis Santibáñez abandonó repentinamente la institución para hacerse cargo de O'Higgins en 1978. Su salida coincidió con el fin de la época dorada del club, que empezó a carecer de financiamiento. En la Copa Libertadores de América de 1978, lograron quedar en el 2.º lugar del Grupo 3 de la Primera Fase, por detrás del club brasileño Atlético Mineiro. Ese año el club finalizó en el 4.º lugar del Campeonato Nacional y para el año siguiente, cerraron la década con la 3.ª posición.

### Crisis deportiva y el comienzo de un nuevo ciclo
La década de los 80' fue irregular para los hispanos. El equipo tocó fondo en 1983, cuando finalizó en el 20.º lugar de 22 equipos, situación que habría significado el inevitable descenso a la Segunda División. el descenso fue evitado gracias a un decreto de la directiva de la Asociación Central de Fútbol (ACF). El 28 de junio de 1987, el club disputó la conmemorativa Copa Honorino Landa, como tributo a uno de sus ídolos más destacados, que había fallecido el mes anterior, cayendo en dicha ocasión ante la Universidad Católica. En el Campeonato Nacional de 1984, el club formó parte del Grupo Sur, clasificando a la siguiente fase junto a Universidad Católica. En el cuadrangular final, conformado también por Cobreloa y Cobresal, Unión Española finalizó en la 3.ª posición, tras empatar por 0-0 contra los mineros, perder por 2-0 ante los cruzados y finalmente vencer por 1-0 a los loínos.
Sin embargo, tuvieron un buen desempeño en la Copa Chile 1988, alcanzando la 1.ª posición del Grupo 3 en la Fase 1, donde solo perdieron un partido. En cuartos de final se enfrentaron a Arturo Fernández Vial, a quienes vencen en Santiago por 1-0. Sin embargo, en Concepción cayeron por el mismo marcador, forzando la tanda de penales; los hispanos lograron clasificar al vencer por 5-3 en los lanzamientos penales. En las semifinales derrotaron a Deportes Iquique por 2-1 de local y 1-0 de visita. Dirigidos de Héctor Pinto, lograron así acceder a la final, que se jugó en partido único contra Colo-Colo el 6 de julio. Los albos finalmente vencieron a los hispanos por 1-0 con gol de Juan Gutiérrez en el tiempo complementario.
El desempeño del club en el Campeonato Nacional de 1988 fue irregular, colocándolos al borde del descenso. Hasta la fecha 29 del torneo, el equipo solo había cosechado 8 triunfos, llegando a la última fecha del torneo con altas posibilidades de perder la categoría. Aunque Palestino ya se encontraba descendido, Unión Española compartía el riesgo de descenso con O'Higgins (ambos con 24 puntos) y Universidad de Chile (con 25 puntos). El club decidió hacer cambios en la dirección técnica, recurriendo al experimentado entrenador Luis Santibáñez. Finalmente, el 15 de enero de 1989 se disputó la última fecha, en la que los hispanos vencieron a Universidad Católica por 1-3 como visitantes. Por otro lado, los rancagüinos también lograron una victoria, mientras que Universidad de Chile obtuvo un empate 2-2 ante Cobresal. Los tres clubes empataron en puntaje al finalizar el torneo, resultando en el descenso de Universidad de Chile a la Segunda División debido a la diferencia de goles. Aunque el entonces mediocampista hispano, Jaime Ramírez, afirmó que existieron sobornos por parte de Unión Española hacia Universidad Católica en relación con el último partido, el entonces capitán de los cruzados, Marco Antonio Cornez, desmintió dichas acusaciones.
Manuel Rodríguez asumió la dirección del equipo, mantuvo a jugadores como Ronald Yávar, incorporó al experimentado René Valenzuela, y promovió a jóvenes prometedores como José Luis Sierra. Al cerrar la década, Unión Española tuvo un desempeño modesto en el Campeonato Nacional de 1989. No obstante, la obtención de la Copa de Invierno fue una nota significativa, venciendo a Huachipato en la final del torneo.
| 15 de agosto de 1989 | Unión Española                            | 2:0 | Huachipato | Estadio Santa Laura, Santiago                                  |                                                                |
|                      | José Luis Sierra 56' · Juan Gutiérrez 84' |     |            | Asistencia: 3.300 espectadores Árbitro(s): Salvador Imperatore | Asistencia: 3.300 espectadores Árbitro(s): Salvador Imperatore |

### El bicampeonato: vuelta a torneos internacionales
Para los años 90, el club recuperó protagonismo en el Campeonato Nacional. En la temporada de 1992, la directiva decidió contratar el director técnico uruguayo nacionalizado chileno, Nelson Acosta, exentrenador de O'Higgins. El 18 de junio de 1992, bajo la dirección de Acosta, el club se coronó campeón de la Copa Chile. En la final se enfrentaron a Colo-Colo en el Estadio Nacional, ganando por 3-1. Además, Marcelo Vega se alzó como goleador del campeonato con 13 goles. Destacaron en aquel equipo jugadores como José Luis Sierra, Marcelo Vega, Juan Castillo, Cristián Montecinos, Juan Carlos González, el panameño Jorge Dely Valdés, el uruguayo Ricardo Perdomo y los argentinos Mario Lucca y Carlos Prono.
El 23 de mayo de 1993, el equipo volvió a coronarse campeón del trofeo. Nuevamente bajo la dirección de Acosta, vencieron por 3-1 a Cobreloa en el Estadio Nacional. En el Campeonato Nacional de 1993, Unión Española alcanzó un destacado 5.º lugar, lo que le brindó la posibilidad de competir por el segundo cupo de la Copa Libertadores de 1994 y acompañar al campeón del Campeonato Nacional, Colo-Colo.
Los hispanos se enfrentaron a la Universidad de Chile en el primer partido, cayendo irrefutablemente por 3-0. Sin embargo, en el partido de vuelta, triunfaron por la cuenta mínima, lo que los clasificó al cuadrangular final junto a Universidad de Chile, Cobreloa y Deportes Temuco (que había eliminado sorpresivamente a Universidad Católica). En la primera fecha del cuadrangular, nuevamente se midieron ante Universidad de Chile, pero esta vez el encuentro terminó en empate sin goles. El segundo partido fue ante Cobreloa, a quienes derrotaron por 1-0, lo que les permitió llegar al partido final frente al Club de Deportes Temuco. La final se disputó en el Estadio San Carlos de Apoquindo, donde los hispanos se impusieron por 1-0, mediante un tiro penal. Este triunfo significó su retorno a la Copa Libertadores, después de 16 años sin participar en dicho torneo.
Aunque no se reforzaron de manera significativa (solo 3 refuerzos, más el regreso de algunos jugadores que habían sido enviados a préstamo), Unión Española logró hacer una aceptable presentación en la Fase Grupal, clasificando en 2.º lugar del grupo (por debajo de Colo-Colo) que enfrentaba a equipos chilenos con uruguayos. Además, los hispanos lograron la segunda victoria de un equipo chileno en tierras uruguayas. La llave de los octavos de final, se enfrentaron a un destacado Cruzeiro de Belo Horizonte, que contaba entre sus filas con una joven promesa del fútbol mundial, Ronaldo.
En el partido de ida, disputado en el Estadio Santa Laura, Unión Española derrotó a Cruzeiro por 1-0, con gol de Juan Carreño. En el partido de vuelta, gracias a un sólido trabajo defensivo y una destacada actuación del portero uruguayo Gerardo Rabajda, los hispanos lograron un empate 0-0, lo que los clasificó para la fase de cuartos de final, donde se medirían ante el campeón vigente, el Sao Paulo de Telê Santana. En un equilibrado partido de ida, Unión Española empató ante los brasileños 1-1. En el partido de vuelta, disputado en el Estadio Morumbi, y en una verdadera batalla de goles, los brasileños lamentablemente truncaron los sueños del equipo chileno, venciéndolos por un apretado 4-3, generando una grata impresión del juego de los hispanos y dejando casi por las cuerdas al cuadro bicampeón de la Copa Libertadores de América.

### Un dramático descenso
A partir de ese momento, se produjo un éxodo de jugadores hispanos; las salidas de José Luis Sierra, Juan Carreño, Rodrigo Ruiz y José Luis Sánchez, mermaron significativamente el rendimiento del equipo. En 1997, en el marco de la celebración del centenario del club, Unión Española tuvo que adaptarse al nuevo sistema de campeonato dividido en dos torneos: el Campeonato de Apertura y el Campeonato de Clausura. El 20 de diciembre, el equipo consumó por primera y única vez en su historia, su descenso a la Primera B (Segunda División Profesional) al perder por 2-0 contra Deportes Antofagasta (equipo que también descendió), en el Estadio Regional de Antofagasta. Bajo la dirección del entrenador Rogelio Delgado, el club terminó en la 15.ª posición de 16 equipos participantes.
Para 1998, la misión del club era regresar de inmediato a la Primera División y recuperar la categoría. Con este fin, la dirigencia hispana confió nuevamente el trabajo a Delgado. Sin embargo, el paraguayo fue despedido debido a los malos resultados, asumiendo Guillermo Yávar después del receso mundialista. Los hispanos terminaron en la 4.ª posición, sin lograr clasificar directamente, pero con la posibilidad de hacerlo mediante los partidos de la Liguilla de Promoción. En dicha competición, se enfrentaron a Coquimbo Unido, cayendo estrepitosamente como local por 1-6. En la vuelta, Unión Española venció a los piratas por 3-1 en la Cuarta Región, pero el resultado no fue suficiente, quedando rezagados otra temporada en la Primera B.
El año siguiente, la directiva de Unión Española decidió contratar como director técnico a Juvenal Olmos, que en ese momento era entrenador de las divisiones inferiores de Universidad Católica (Sub-15). En la primera etapa del Campeonato de la Primera B, los hispanos disputaron 12 partidos dentro del grupo de la Zona Sur (conformado por 7 equipos en total), donde finalizaron en 1.ª posición con 24 puntos, después de lograr 7 victorias, 3 empates y solo 2 derrotas. Además, el equipo fue el más goleador de la primera etapa, con un total de 26 goles anotados.
En la segunda etapa, Unión Española confirmó su buen rendimiento, ganando 16 partidos, empatando 8 y perdiendo solo 4. Además, nuevamente fue el equipo que más goles anotó en la competición, con un total de 56. Con estos resultados, Unión Española culminó en la 1.ª posición de la Segunda Fase, consagrándose campeón de la Primera B. Por su parte, Ricardo Queraltó (con 21 goles) y Julio Gutiérrez (con 20 anotaciones) fueron los máximos anotadores del equipo y ocuparon el 2.º y 3.º lugar en la clasificación de goleadores del torneo, respectivamente. Ya en la Primera división, bajo la dirección de Juvenal Olmos, Unión Española finalizó en la 4.ª posición del Campeonato del Año 2000, año en el que el equipo se reforzó con jugadores como el internacional ecuatoriano Byron Tenorio y el argentino Gustavo Sandoval. Finalmente, Olmos dejó el equipo para regresar a Universidad Católica, como entrenador del primer equipo.

### La primavera roja: campeón del apertura 2005
El equipo, bajo la dirección de Fernando Carvallo, tuvo un buen desempeño en 2004. En el Campeonato de Apertura, fueron eliminados en los cuartos de final del torneo por Santiago Wanderers, mientras que en el Campeonato de Clausura, Unión Española logró llegar a la final, donde fueron derrotados por Cobreloa. A pesar de los buenos resultados obtenidos por el equipo, el entrenador Fernando Carvallo optó por no negociar una renovación de contrato, con lo que finalizó oficialmente su vínculo con el club el 19 de diciembre.
En 2005, bajo la dirección del entrenador Fernando Díaz, Unión Española logró adjudicarse el título de campeón del Campeonato de Apertura de la Primera División, convirtiéndose en el sexto título de los hispanos tras 28 años de sequía. El primer partido se disputó el 3 de julio en el Estadio Santa Laura, frente a Coquimbo Unido. El marcador favoreció a Unión Española por 1-0. El único gol del encuentro fue marcado por el delantero Manuel Neira a los 76 minutos. El 9 de julio se llevó a cabo el segundo partido de la final, en el Estadio Francisco Sánchez Rumoroso de Coquimbo.
Unión Española finalmente triunfó por 2-3. El primer gol fue obra del defensa de Coquimbo Unido, Héctor Robles, quien anotó a los 13 minutos. Media hora después, a los 43 minutos, Manuel Neira logró empatar el encuentro, y a los 52 minutos, Juan José Ribera dio ventaja a los hispanos. Héctor Robles empató nuevamente el encuentro a los 62 minutos. Las cosas se complicaron para Unión Española tras la expulsión de José Luis Jerez al minuto 81. Sin embargo, cuando parecía que el partido se encaminaba hacia el empate, José Luis Sierra marcó el gol del triunfo a los 88 minutos mediante un lanzamiento penal. En aquel equipo también contaban con el estadounidense Caleb Norkus, que fue una pieza clave en los playoffs del campeonato.
Después de 12 años sin participar en un torneo internacional, Unión Española disputó la Copa Libertadores de América 2006, gracias a su condición de campeón. En el Grupo 3, los hispanos solo pudieron superar a The Strongest de Bolivia en la tabla de posiciones, lo que no fue suficiente para avanzar a la siguiente ronda. Además, el club consiguió dos empates: un 1-1 como local frente a Newell's Old Boys y un 0-0 como visitante en Goiânia, frente al Goiás. Aunque acumuló el mismo número de puntos que Newell's Old Boys, el club argentino logró pasar a octavos de final gracias a su mejor diferencia de goles.

### Nueva administración
Desde 2005, el club pactó una serie de fechas tentativas para el lanzamiento de un proyecto inmobiliario bursátil con autonomía respecto al club deportivo, que aspiraba salir a la bolsa de valores, pero finalmente fracasó. Posteriormente, en la asamblea de socios llevada a cabo en el Estadio Español de Las Condes el 15 de marzo de 2007, el presidente del club, Salvador Calera, presentó una propuesta llamada Plan de Negocios Unión Española. Este proyecto fue realizado por un grupo de 11 inversionistas, entre los que se encontraban Joaquín Lavín (político), Hernán Cheyre (economista), Alberto Eguiguren (abogado), Julio Dittborn (político), Patrick Turner (arquitecto), Juan Luis Kostner y Miguel Bejide, entre otros. Sin embargo, el 5 de abril de 2007, el síndico Pablo Cifuentes notificó la quiebra de la Corporación Social y Deportiva Unión Española, propietaria del 99% de Unión Española S.A.D.P. Esta notificación, sumada al rechazo de los socios y adherentes del club y a la amenaza de renuncia del entonces presidente Salvador Calera, congeló los avances del plan de negocios.
En 2008, el club pasó a ser administrado por la Universidad Internacional SEK Chile, a través del presidente de la junta directiva, Jorge Segovia, quien asumió el mando del club el 6 de mayo. En ese momento, se anunció una inversión de $ 4.000.000.000 para la remodelación del Estadio Santa Laura en dos etapas, con el objetivo de ofrecer un estadio con capacidad para 20.000 espectadores, todos sentados. Segovia asumió la dirección del club en una conferencia de prensa en la que también estuvo presente el expresidente Salvador Calera. Durante la conferencia, se anunció la renuncia del entrenador argentino Marcelo Espina, cuyo rendimiento durante su gestión (11 victorias, 8 empates y 20 derrotas; 46 goles a favor y 63 en contra) propició que la dirección aceptara su renuncia.
Según los antecedentes, se llegó a un acuerdo para cancelar la deuda del club, lo que permitiría la recuperación del Estadio Santa Laura y de la sede de la calle Carmen 110, mediante la cancelación de la hipoteca de los bienes inmobiliarios del club. Para ello, Segovia adquirió el 100% de los derechos federativos de la sociedad anónima deportiva profesional (responsable del equipo de fútbol) y la concesión del estadio por 30 años, mediante el pago de $ 2.500.000.000. En lo que respecta al estadio, el acuerdo contempla la opción de compra por parte de la universidad después del décimo año de concesión, con la garantía de que su uso no cambiará (seguirá siendo un recinto deportivo), evitando su posterior venta para otros fines. La sede del club no se incluyó en el acuerdo.
Al finalizar el segundo torneo del año 2008, Unión Española se encontró en el 15° lugar de la Tabla General (que consideraba la sumatoria de los puntos del Apertura y el Clausura), por lo que debió disputar la Liguilla de Promoción ante Deportes Puerto Montt. En el partido de ida, la escuadra roja dirigida por Luis Hernán Carvallo dio el primer golpe, quedándose con el partido tras imponerse 1-2.Sin embargo, lo que debía ser un tranquilo duelo de vuelta, se transformó en uno de los partidos más emocionantes del fútbol chileno, bautizado como "el milagro de Santa Laura".A 12 minutos de iniciado el juego, la escuadra de Puerto Montt ya había revertido la llave, gracias a los goles de cabeza de Claudio Latorre y Pablo Pereira. No obstante, al minuto 26 fue expulsado Carlos Cisternas, lo que complicó al conjunto sureño. Contra todo pronóstico, iniciado el segundo tiempo, Pablo Pereira repitió de cabeza para poner 0-3 a Puerto Montt en ventaja, lo que acercaba dramáticamente a Unión Española a la Segunda División (Primera B), complicándose aún más la situación al ser expulsado Aníbal Domeneghini al minuto 53. Todo parecía perdido, hasta que Gerardo Cortés a los 58 minutos, y Manuel Neira, con un misil que clavó en el ángulo a los '65, descontaron para los hispanos. El 2-3 aún condenaba a Unión al descenso, debido al mayor valor del gol de visitante, por lo que el equipo se fue con todo en busca del milagro... y este llegó. En el minuto 80, Gerardo Cortés repitió para de tijera, colocar el definitivo 3-3 y desatar la algarabía hispana, concretándose la épica remontada y permitiendo a Unión Española preservar la categoría.

### La era Sierra y el renacer futbolístico
Durante la temporada 2009, el club realizó una importante inversión y contrató a jugadores destacados con el objetivo de volver a ser uno de los equipos sobresalientes del medio nacional. Entre los futbolistas que llegaron se encontraban Braulio Leal, Rodolfo Madrid, Miguel Aceval y Raúl Estévez, todos con una amplia trayectoria en clubes nacionales e internacionales. En el Campeonato de Apertura 2009, Unión Española logró por primera vez desde la instauración de los torneos cortos, terminar en primer lugar en la tabla regular, logrando también la clasificación para la Copa Sudamericana 2009 y una cómoda clasificación a los playoffs.
En la postemporada, eliminaron en los cuartos de final a O'Higgins con un contundente 6-1 en el partido de vuelta. En las semifinales, se enfrentaron a Universidad Católica, definiendo su pase a la final en una tanda de penales, ya que ambos encuentros terminaron con el marcador en 0. En la final se midieron contra la Universidad de Chile, logrando un empate 1-1 en el partido de ida, lo que favorecía a Unión por marcar un gol en condición de visitante. Sin embargo, en el partido de vuelta jugado en el Estadio Santa Laura, el equipo perdió por 0-1, consagrando a los universitarios como campeones.

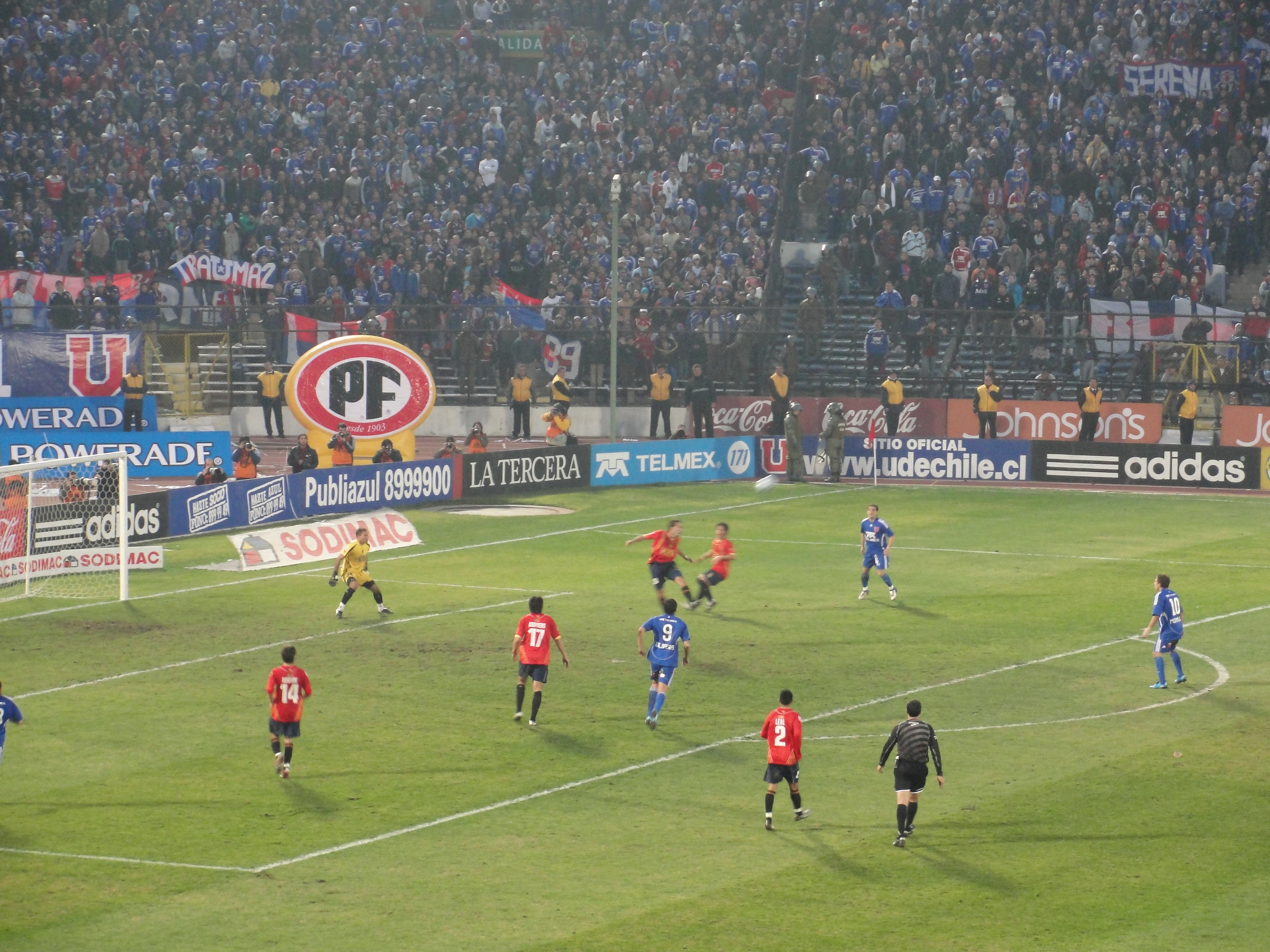
Defensa hispano despejando el balón desde el área, en la final de ida.

En el segundo semestre, Unión Española experimentó una disminución en su rendimiento, ya que logró clasificar a la postemporada del Campeonato de Clausura en la 7.ª posición con 25 puntos, donde el equipo fue eliminado en la primera ronda por Deportes La Serena. Sin embargo, en la Copa Sudamericana 2009, el club tuvo una destacada actuación, eliminando en la primera ronda al equipo colombiano Equidad Club Deportivo por un marcador global de 3-2. A pesar de ello, en la segunda ronda fueron eliminados por Club Atlético Vélez Sarsfield por un marcador global de 5-4 en dos partidos dramáticos e intensos.
En la Primera División Chilena de 2010, Unión Española realizó contrataciones ambiciosas para el torneo, incluyendo a jugadores como Martín Ligüera, Giovanny Espinoza, Leonardo Monje, Rainer Wirth, Alexander Medina y Esteban González. En la primera mitad del torneo, los hispanos terminaron en 5° lugar en la tabla con 25 puntos, justo por debajo de O'Higgins que finalizó con 26 puntos y por encima de Unión San Felipe que tenía la misma cantidad de puntos pero una menor diferencia de gol. Esto dejó a Unión Española con una mayor ambición, y por ello, durante el mercado de invierno (que transcurrió durante la Copa Mundial de Fútbol de 2010 celebrada en Sudáfrica), el club contrató a Luis Pedro Figueroa del Palmeiras y a Gustavo Canales quien retornaría al club, ya que había partido a River Plate a finales de 2009.
Después de terminar en el 5.º puesto de la tabla, el club clasificó para la Liguilla Pre-Libertadores 2010. En la semifinal, se enfrentó a la Universidad de Chile. El partido de ida se jugó en Santa Laura y terminó en un empate 0-0. El partido de vuelta se llevó a cabo en el Estadio Nacional, donde Unión Española salió victoriosa con un resultado de 4-1. Así, el club avanzó a la final de la liguilla, donde se enfrentó a su clásico rival, Audax Italiano, uno de los favoritos del Campeonato Nacional 2010. El primer partido se disputó en Santa Laura, con un resultado de 2-1 a favor de los hispanos. El partido de vuelta, jugado en el Estadio la Florida, terminó en un empate 1-1. De esta manera, Unión Española se convirtió en el representante de Chile 3 para la Copa Libertadores 2011.
Antes de participar en este campeonato internacional, el equipo tendría que enfrentarse al Club Bolívar para ingresar a la fase de grupos. Con grandes aspiraciones, Unión contrató a varios jugadores de renombre, como Sebastián Jaime, Diego Scotti, José Pérez, Rafael Olarra, Federico Elduayen y Eduardo Lobos, además de renovar el contrato a Raúl Estévez. En 2011, el equipo tuvo un paso agridulce por la Copa Libertadores: eliminó al Club Bolívar en la Fase Previa, pero fue eliminado en la fase de grupos por los equipos Club Atlético Vélez Sarsfield, Universidad Católica y Caracas Fútbol Club. En el Campeonato Apertura 2011, realizó una excelente Fase Regular finalizando en la 3.ª posición, detrás de Universidad de Chile y la Universidad Católica. Sin embargo, no pudo mantener ese rendimiento en los play-offs y fue eliminado por el recién ascendido Unión La Calera

### El subcampeonato frente a Huachipato
En el año 2012, con un plantel envidiable que contó con jugadores como Nicolás Berardo, Jean Paul Pineda, Braulio Leal, Mauro Díaz, Emiliano Vecchio y Emilio Hernández, además del imbatible portero Eduardo Lobos, Unión Española tuvo una notable participación en la Copa Libertadores. Llegó a los octavos de final, después de dieciocho años, pero fue derrotado por Boca Juniors, quien se impuso en ambos enfrentamientos con estrechos resultados (2-1 en Argentina y 2-3 en Chile). En paralelo, en el Campeonato de Apertura 2012, el club mantuvo una racha de victorias importante, llegando a las semifinales, donde fue derrotado por O'Higgins de Rancagua en el Estadio El Teniente.
En el Campeonato de Clausura, la suerte fue diferente. El equipo dirigido por el exjugador, José Luis Sierra, mostró un desempeño sobresaliente, alcanzando numerosos triunfos que lo llevaron a posicionarse en el 7° lugar de la tabla general. Derrotó a los tres grandes del fútbol chileno (Colo-Colo, Universidad de Chile y Universidad Católica) con victorias contundentes, causando sorpresa en el ámbito deportivo debido al alto rendimiento que demostró el equipo hispano.
Todo cambió en diciembre de 2012, cuando Unión Española llegó a la final contra Huachipato. En el partido de ida, disputado en Santa Laura, Unión Española logró una victoria por 3-1 contra el equipo acerero. Sin embargo, en la final de vuelta, en el Estadio CAP (Ex-Las Higueras) de Talcahuano, pese a tener el título prácticamente asegurado (2-1 para Huachipato, 4-3 en el global a favor de los hispanos), todo cambió en el minuto 89', cuando Huachipato anotó el definitivo 3-1, igualando la serie y forzando la definición a penales. Tras tres intentos fallidos, Unión Española no logró conquistar su séptimo título, quedándose fuera de la Copa Libertadores 2013 y debiendo conformarse con el subcampeonato. Días después, José Luis Sierra decidió continuar al frente del equipo, posición que mantendría hasta 2014, con el objetivo de conseguir a corto plazo el séptimo título para Unión Española y obtener plazas para la Copa Libertadores y Copa Sudamericana.

### Resurgimiento y nuevas alegrías
Después de obtener un subcampeonato en 2012, el club contrató como refuerzos a los porteros Diego Sánchez y Raúl Olivares, tras la vuelta del guardameta titular, Eduardo Lobos, a Colo-Colo tras su cesión; también se incorporaron al equipo el defensa Luis Casanova, los mediocampistas Matías Abelairas, Luis Pavez y Christian Cueva, así como los delanteros Gustavo Canales y Francisco Castro.
Después de debutar en el Campeonato Transición 2013 con una victoria por 2-1 ante Cobresal, el equipo perdió por el mismo marcador contra Rangers. Sin embargo, logró mantener un invicto de 9 partidos en los que obtuvo 7 victorias y 2 empates, destacándose las goleadas por 3-0 a Universidad de Chile (fecha 3), 4-0 a Audax Italiano en el Clásico de Colonias (fecha 4), 5-0 a Everton y 3-1 a Universidad Católica. El invicto se rompió con las derrotas ante Unión La Calera y O'Higgins, por 2-1 y 2-0 respectivamente. A pesar de estos reveses, cerró las últimas 4 fechas con victorias frente a Santiago Wanderers, Antofagasta, Palestino y a Colo-Colo.

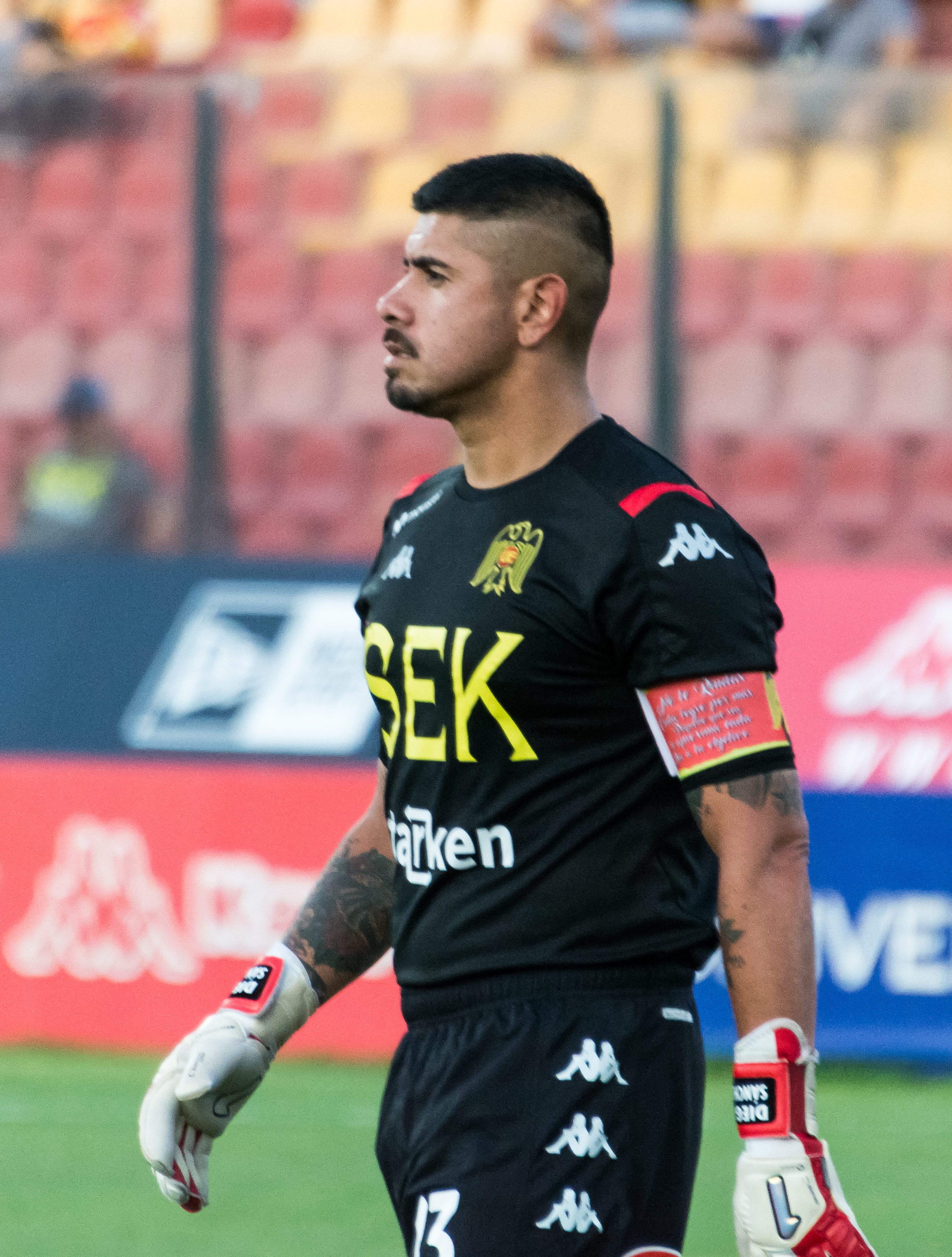
Diego 'Mono' Sánchez, fue un pilar fundamental en la consecución del séptimo título.

El 26 de mayo de 2013, el club se coronó campeón del Torneo tras vencer 1-0 a Colo-Colo superando a Universidad Católica en la diferencia de goles. Unión Española logró reivindicarse tras la final perdida en Talcahuano contra Huachipato, consiguiendo así su séptimo título en la historia. También se destacaron en el equipo el portero Diego Sánchez, que recibió solo 12 goles en el torneo y fue el menos batido del certamen, Patricio Rubio, que con 8 goles fue el máximo goleador del club, y Gustavo Canales, quien marcó 7 goles en 8 partidos jugados en el Torneo de Transición.
Las alegrías no terminarían ahí para el equipo de Santa Laura. En la primera edición de la Supercopa de Chile disputada en 2013, la que enfrentó al campeón vigente del fútbol chileno (Unión Española) y al campeón de la Copa Chile MTS (Universidad de Chile), el club se consagró campeón por segunda vez en tan solo dos meses. El partido se jugó en Antofagasta, en el Estadio Regional Calvo y Bascuñán, ante cerca de 8 000 espectadores, y la victoria fue para los hispanos por 2-0. Los goles fueron anotados por Gustavo Canales, de cabeza, luego de un centro de Sebastián Miranda, y Óscar Hernández Polanco, quien capitalizó el rebote que dejó Johnny Herrera tras un lanzamiento penal. El prometedor joven hispano acababa de llegar de Turquía, después de disputar el Copa Mundial de Fútbol Sub-20 de 2013 junto a la Selección de Fútbol Sub-20 de Chile. De esta manera, Unión pasó a la historia como el primer supercampeón del fútbol chileno.
Unión Española iniciaría el desafío de consolidar el título conseguido en el campeonato anterior, pero el debut de los hispanos no sería muy alentador, perdiendo 1-0 contra Antofagasta. El desalentador camino continuaría con una frustrante racha de derrotas consecutivas contra Universidad Católica (0-1, gol de Ismael Sosa), Deportes Iquique (2-1), y Huachipato (0-2). A pesar de la difícil situación deportiva, la dirigencia respaldó a José Luis Sierra como técnico, alegando que "todos eran responsables del mal arranque del equipo". Además, los propios jugadores salieron a dar declaraciones ante la situación que atravesaba el club, como el portero Diego Sánchez, quien descartó vivir una crisis, y el lateral Sebastián Miranda, que manifestó su malestar, aseverando que "Unión tiene las armas suficientes como para revertir la situación". El 23 de agosto, Unión rompió la mala racha que le venía persiguiendo desde el inicio del torneo con una victoria como visitante contra Ñublense (0-2) en la quinta jornada, con goles de Gonzalo Villagra y Gustavo Canales (este último de penal), saliendo así del último puesto del torneo.
Después de terminar el torneo, los aficionados esperaban un desempeño notable en la Copa Libertadores 2014. Esta expectativa se cumplió a medias: si bien no se obtuvieron buenos resultados en el campeonato local, en la competencia internacional, Unión Española, casi invicta, llegó a octavos de final. Sin embargo, fue eliminada una vez más, esta vez por Arsenal de Sarandí. El partido de ida terminó 0-0 y como los hispanos jugaban la vuelta en casa, se esperaba su clasificación. Sin embargo, contra todo pronóstico, perdieron por la mínima diferencia.
En el Apertura 2014 Unión logró acceder a la Liguilla Pre Libertadores, donde fue derrotada en semifinales ante Santiago Wanderers.También desarrolló una buena campaña en la Copa Chile, donde alcanzó las semifinales, cayendo en los lanzamientos penales tras un global de 3-3 ante la Universidad de Concepción.Finalizado el Clausura 2015, el ciclo de José Luis Sierra llegó a su fin,asumiendo la dirección técnica Fernando Vergara.
Unión finalizó el Apertura 2015 en el 6° lugar, destacando el jugador argentino-palestino Carlos Salom, quien con 9 anotaciones se ubicó 2° en la tabla de goleadores. En la Copa Chile de ese año, los hispanos volvieron a disputar las semifinales, cayendo en penales ante Colo Colo tras igualar 3-3 en el global.El Clausura 2016 el equipo terminó en el 13° lugar, por lo que Fernando Díaz fue cesado de sus funciones en la fecha 11, asumiendo como DT interino Vladimir Bigorra.
Para la nueva temporada, Martín Palermo es contratado como Director Técnico.En su primer torneo al mando del equipo, Unión finaliza en el tercer puesto, accediendo a un partido de definición por un cupo a la Copa Libertadores. En dicha instancia, disputada en el Estadio Nacional, la escuadra roja se impuso desde los lanzamientos penales tras igualar 1-1 al O'Higgins de Rancagua, retornando así a la máxima competición internacional de clubes sudamericanos.Destacó en esta campaña el futbolista argentino Diego Churín, quien con 10 tantos fue 2° en la tabla de goleadores.
El conjunto hispano debutó en la 2.ª Fase de la Copa Libertadores del año 2017, imponiendose al equipo uruguayo de Cerro por un global de 5-2.Sin embargo, en la siguiente Fase, y pese a igualar 1-1 en Santa Laura en el partido de ida, la escuadra chilena fue goleada 5-0 por The Strongest en La Paz, no logrando acceder a la fase de grupos.
Tras una buena campaña en el Clausura 2017 (finalizó en el 5° lugar), Unión fue protagonista del Transición 2017, disputando el campeonato con Colo Colo,conformándose finalmente con el subcampeonato. En dicha condición, disputó la Definición Pre Libertadores 2017, donde cayó por 1-2 ante la Universidad de Concepción en Santa Laura, lo que de todas formas le permitió clasificar a la Copa Sudamericana.
En la Copa Sudamericana del año 2018, Unión Española fue eliminada en la Primera Fase, tras caer por un global de 0-3 ante el equipo peruano Sport Huancayo.En el retorno de los denominados campeonatos largos, el ciclo de Martín Palermo concluyó restando tan solo dos fechas para el final del torneo, siendo reemplazado por Fernando Díaz.El equipo finalizó en el 7° lugar, clasificando a la Copa Sudamericana.

### Época contemporánea (2019 - actualidad)
En la Copa Sudamericana del año 2019, Unión se impuso en Primera Fase al equipo ecuatoriano Mushuc Ruc tras derrotarlo en los lanzamientos penales, luego de igualar en el global 2-2.Sin embargo, en la siguiente ronda el conjunto hispano no pudo ante el Sporting Cristal de Perú, cayendo por un global de 0-6.Fernando Díaz fue cesado de la dirección técnica en la fecha 20 del campeonato,siendo reemplazado por Ronald Fuentes.El equipo finalizó en la novena ubicación, en un campeonato que fue terminado anticipadamente debido al estallido social. En la Copa Chile 2019-20, Unión nuevamente llegó a las semifinales, pero en una controversial decisión -en que la dirigencia del club reclamó su derecho al cupo internacional denominado como Chile 4-, la escuadra roja no se presentó, siendo eliminada por W.O.
Restando solo 3 fechas para el fin del campeonato de Primera División del año 2020, Ronald Fuentes fue despedido de su cargo,asumiendo en su lugar Jorge Pellicer.El equipo finaliza en el 4° lugar, clasificando a la Copa Libertadores.
Unión debuta en la Segunda Fase de la Copa Libertadores del año 2021, pero pese a vencer por la cuenta mínima a Independiente del Valle, cae 2-6 en Ecuador, siendo eliminada.Jorge Pellicer es despedido en la sexta fecha, asumiendo como DT interino César Bravo.La escuadra hispana alcanza nuevamente las semifinales de la Copa Chile, cayendo ante Colo Colo por un global de 2-7. En el Campeonato de Primera División, Unión finaliza en el 5° lugar, clasificando a la Copa Sudamericana, lo que le valió la confirmación en el cargo a César Bravo.En esta campaña, se recuerda el triunfo por la cuenta mínima ante Colo Colo en el Estadio Monumental, con gol del jugador boliviano Alejandro Chumacero, lo que a falta de una fecha para el final del torneo, fue determinante para evitar la consagración como campeón del conjunto albo.
El conjunto hispano disputó la Fase Preliminar de la Copa Sudamericana del año 2022, siendo derrotado en penales por Derpotes Antofagasta, luego de igualar 2-2 en el global.En el Campeonato, pese a realizar una gran primera mitad, en la segunda rueda primó la irregularidad, por lo que César Bravo fue despedido en la fecha 22, asumiendo Gustavo Canales como Técnico interino.El equipo finalizó en 11° lugar. Contrario al paupérrimo rendimiento en la Liga, Unión Española llegó a la final de la Copa Chile luego de 29 años. En dicha instancia, disputada ante Magallanes en el Estadio El Teniente de Rancagua, la escuadra hispana cayó derrotada desde los lanzamientos penales, luego de igualar 2-2.
Para la temporada 2023, fue contratado nuevamente como Director Técnico Ronald Fuentes.Pese a que el equipo finalizó en el 10° lugar, por azares de la programación se transformó en protagonista del desenlace del campeonato, ya que debió enfrentar a 2 de los 3 candidatos al título en las últimas dos fechas. Así, el conjunto hispano derrotó 2-0 en el Monumental a Colo Colo, dejándolo (al igual que en 2021) sin posibilidad de campeonar,y en la última jornada se impuso en Santa Laura a Cobresal por 1-0,lo que fue determinante para que finalmente Huachipato se consagrara Campeón. Pese a la intención de Ronald Fuentes de continuar en el cargo, fue cesado de sus funciones al finalizar la temporada.
De cara a la temporada 2024, asumió la Dirección Técnica Miguel Ponce,dejando al club en el período de transferencias dos de los jugadores extranjeros más destacados en el último tiempo, el argentino Leandro Garatey el uruguayo Rodrigo Piñeiro.Por otra parte, se anunciaron esperados retornos, oficializándose las llegadas de Emiliano Vecchioy de Pablo Aránguiz. El equipo finalizó la primera rueda en zona de clasificación a copas internacionales (6°), en una campaña que si bien cumplía con el objetivo trazado por la dirigencia, planteaba dudas respecto a la jerarquía mostrada en partidos importantes (con Miguel Ponce, Unión perdió los 5 partidos que disputó bajo su mando ante los denominados 3 grandes del fútbol chileno). Situación que quedaría confirmada tras un desastroso paso por Copa Chile, donde el equipo debió enfrentar por las semifinales de la Zona Centro Sur a Magallanes (equipo participante del Campeonato de Primera B), cayendo goleado en el global por un vergonzoso 0-8.En la fecha 23, Unión pierde ante Everton y cae al 8° lugar del campeonato, fuera de la zona de clasificación a torneos internacionales. Sumado esto al quiebre interno evidenciado entre Vecchio y el director Técnico, determina finalmente al club a poner fin a su relación laboral con Miguel Ponce, anunciando su salida.Su reemplazo es ni más ni menos que el ídolo José Luis Sierra,quien asume el desafío de devolver a Unión a las competencias internacionales. Por otra parte, también se confirma el regreso de Gustavo Canales, esta vez como Gerente Deportivo.De la mano del Coto el equipo muestra un alza en su rendimiento, que tiene como momento cúspide la gran victoria como visitante ante Universidad Católica por 0-2.Faltando 2 fechas para el final del campeonato, Unión tiene la primera opción y depende de sí mismo para clasificar como Chile 3 a la Copa Libertadores. Sin embargo, el equipo cae en los 2 encuentros, finalizando en el 6° lugar y logrando por tanto el consuelo de clasificar a la Copa Sudamericana.

## Administración
Unión Española actualmente es parte de una sociedad anónima deportiva profesional dedicada al fútbol, tras la conversión de su figura legal desde una corporación de derecho privado sin fines de lucro en 2005. El objetivo de la sociedad es «organizar, producir, comercializar y participar en actividades deportivas de carácter profesional y en otras relacionadas o derivadas de estas».
Desde su fundación en 1897 hasta el año 2008, los socios del club elegían su presidencia mediante comicios. Si bien cualquier miembro de la comunidad podía ser socio, el requisito para sufragar era ser español o hijo de españoles. Con la fundación oficial del Centro Español de Instrucción y Recreación el 18 de mayo de 1897 se conformó la primera directiva, presidida por el catalán Ignacio Balcells y Casals. Por su parte, el primer presidente del Club Ibérico Balompié (fundado el 18 de octubre de 1918) fue Agustín Basáñez. En 1933, año en que se creó la Liga Profesional de Football de Santiago, la entonces Unión Deportiva Española estaba constituida por un directorio general (liderado por Evaristo Santos) y por ocho secciones: fútbol, ciclismo, natación, básquetbol, pelota vasca, tenis, tiro al blanco y bolos. A su vez, cada una de estas secciones estaba presidida por un directorio propio. El presidente de la sección de fútbol de esa época era Victoriano Lorenzo.
Durante la presidencia de Salvador Calera se constituyó la sociedad anónima deportiva profesional, mediante escritura pública notariada por el abogado Sergio Novoa Galán el 26 de septiembre de 2005, cuyo extracto fue oficializado en el Diario Oficial el 30 de septiembre del mismo año. La idea de Calera era hacer frente a una larga crisis económica y deportiva mediante un plan de negocios, por lo que pactó una serie de fechas tentativas para el lanzamiento de un proyecto inmobiliario bursátil con autonomía respecto al club deportivo, el cual saldría a la bolsa de valores y que finalmente fracasó. Posteriormente, en la asamblea de socios realizada en el Estadio Español de Las Condes el 15 de marzo de 2007, el presidente Salvador Calera presentó una propuesta denominada Plan de Negocios Unión Española, un proyecto realizado por un grupo de once inversionistas, entre los que se encontraban Joaquín Lavín (político), Hernán Cheyre (economista), Alberto Eguiguren (abogado), Julio Dittborn (político), Patrick Turner (arquitecto), Juan Luis Kostner y Miguel Bejide, entre otros.
Finalmente, el 18.º Juzgado Civil de Santiago emitió la resolución declaratoria de quiebra de la Corporación Social y Deportiva Unión Española el 4 de abril de 2007 –cuyo extracto oficial fue publicado en el Diario Oficial el 13 de abril del mismo año–, designando como síndico a Pablo Cifuentes Corona. Al momento de la notificación de quiebra, la corporación era dueña del 99% de Unión Española S.A.D.P. La notificación, sumado al rechazo de los socios y adherentes del club y al amago de renuncia del entonces presidente Salvador Calera, congeló los avances del plan de negocios.
La deuda hipotecaria que acumulaba la institución con el Banco Santander ya superaba los $ 3000 millones, por lo que la inminente quiebra del club centenario repercutió en otros estamentos. El entonces embajador de España en Chile, José Antonio Martínez de Villarreal y Baena, encargó ir en salvación de la institución a Calera, Abel Alonso y Juan Cueto, quienes gestionaron el ingreso del empresario español Jorge Segovia (dueño del Colegio y la Universidad SEK) al club hispano. Para menguar la deuda, el banco ejecutó la hipoteca de la Sede Social, disminuyendo el monto adeudado a $ 1700 millones. Finalmente fue Segovia quién pagó el resto de la deuda, salvando el patrimonio inmobiliario del club. Para ello adquirió los derechos federativos de la sociedad anónima deportiva profesional (encargada del equipo de fútbol) y la concesión del estadio por 30 años, mediante el pago de $ 2500 millones.
El 6 de mayo de 2008, Segovia anunció oficialmente la adquisición de la sociedad anónima deportiva profesional. La compra-venta se oficializó mediante escritura pública notariada por el abogado Humberto Santelices Narducci el 1 de agosto del mismo año. El colegio adquirió 999.999 acciones, haciéndose con la participación del 99,9999% de la sociedad anónima, quedando el resto (1 acción) a nombre de la corporación. Segovia asumió como presidente, cargo que ostentó hasta la elección presidencial de la ANFP de 2010. Actualmente, el directorio de la sociedad anónima deportiva profesional se encuentra presidido por el español Arturo Juarros y conformado (desde el 31 de diciembre de 2015) por seis directores: Santiago Perdiguero Sanmiguel, Pablo Droguett, Cristian Rodríguez, Francisco Corbella y José María Delgado Mateo. En cuanto a la administración del club, esta recae en el Gerente General Sanino Aguad y su administrador Rolando Olivares.

### Cronología
Centro Español de Instrucción y Recreación
- Ignacio Balcells y Casals (1897)[118][125]

Club Ibérico Balompié
- Agustín Basáñez (1918-1919)
- Rosendo de Santiago Álvarez (1919-1923)
- Pedro Picó Miró (1923-1924)

Unión Deportiva Española
- Rosendo de Santiago Álvarez (1924-1928)
- Evaristo Santos Planillo (1929-1933)[127]

Unión Española
- Francisco García Paz (1934)[126]
- Evaristo Santos Planillo (1934-1936)[126]
- Rufino Melero López de Goicoechea (1937)[126]
- Carlos Oto (1938)[126]
- Juan Francisco Jiménez (1939)[126]
- Antonio Martí (1939)[126]
- Juan Legarreta Ugarte (1945-1949)[128]
- Carlos Noriega de la Vega (1957-1962)[129]
- Abel Alonso Sopelana (1968-1970)[130]
- Francisco Fluxá Ginart (1971-1972)[130]
- Abel Alonso Sopelana (1973-1977)[130]
- Manuel Suárez Álvarez (1988-1996)
- Juan Naranjo Blázquez (1996)[131][117]
- Jesús Goya Roset (1996-2001)[131][132]
- Ricardo Vieyra Cifuentes (2001-2002)[131][133]
- Jesús Margolles Ruiz (2002)[134]
- José de Pablo Ruiz (2002)[135]
- Salvador Calera González (2002–2008)[136]

Unión Española S.A.D.P.
- Jorge Segovia Bonet (2008-2010)[137]
- José María Llorente de Andrés (2010-2014)[137][138]
- Francisco Ceresuela Muñoz (2014-2016)
- Carlos Tapia Aravena (2016-2018)
- Santiago Perdiguero Sanmiguel (2018-2021)
- Arturo Juarros (2021-Act.)

## Símbolos

### Escudo

Escudo de Armas de Flandes, similar al primer escudo del Centro Español de Instrucción y Recreación.

De acuerdo con los registros del Instituto de Historia y Estadística del Fútbol Chileno, la primera insignia o escudo conocido de la institución perteneció al Centro Español de Instrucción y Recreación, fundado en mayo de 1897. Este escudo presentaba el León de Castilla de color sable, desplegado sobre un fondo dorado, similar al escudo de Flandes.
Por su parte, la insignia del Club Ciclista Ibérico (fundado en 1909) consistía en las siglas «CCI» entrelazadas entre sí, mientras que la insignia del Club Ibérico Balompié (fundado en 1918) consistía en un gallardete triangular con un balón de fútbol de la época y las siglas «CIB».
Posteriormente, tras la fusión de estos clubes en la Unión Deportiva Española en 1922, esta institución adoptó tres tipos de escudos entre 1927 y 1933:
- 1927 - 1928: Blasón gules de tipo francés antiguo con borde sable y en su interior las siglas «UDE», de oro, entrelazadas entre sí. La letra U, de mayor tamaño, se ubicaba al centro, mientras que la letra D a la izquierda y la letra E a la derecha.
- 1929: Gallardete triangular de gules con borde oro, en cuyo interior se halla un león y las siglas «UDE», ambos de oro.
- 1933: Gallardete similar al presentado en 1929, pero con los colores alternados; esto es, banderín de oro con borde gules y en su interior el león y las siglas «UDE», ambos de gules.

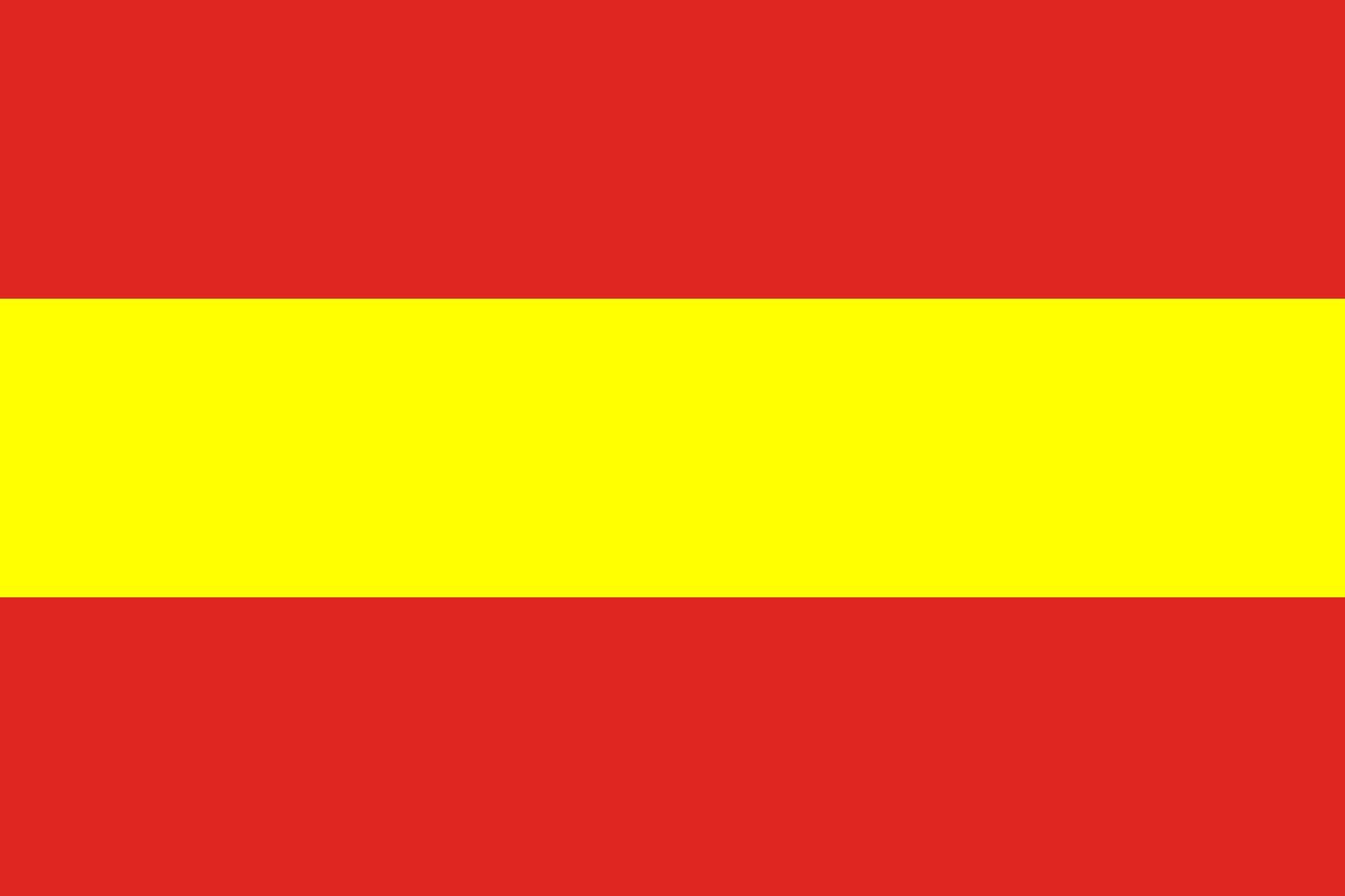
Bandera de la institución.

Ante la disparidad de criterios y con el objetivo de crear un escudo definitivo e identificatorio con el club, se llamó a un concurso entre los socios para diseñar la nueva insignia. En 1935, la figura que obtuvo el primer lugar fue el águila de San Juan, que ha pasado por tres etapas en cuanto a su diseño:
- 1935 - 1939: La primera insignia estaba inspirada en el escudo personal de Isabel I de Castilla, en su calidad de princesa de Asturias. De colores blanco y negro, el águila tenía en su interior un blasón gules redondo con la siglas «UE» en oro.
- 1940 - 1945: La segunda insignia se basaba en el escudo de armas de Fernando II de Aragón, como rey católico, posterior a 1513. El águila era completamente de sable y en su interior contenía un blasón gules de tipo francés moderno con las siglas «UE» en oro.
- 1945 - Actualidad: La tercera y actual insignia de club. El escudo de Unión Española está conformado por el águila de San Juan de sable, con un halo y detalles de oro, presentando en el pecho un blasón redondo de fondo gules y halo de oro, en cuyo interior se encuentran grabadas las siglas «UE» en color oro. Su diseño se inspira en el escudo de España, que es una evolución del antiguo escudo de los Reyes Católicos, el cual se ha utilizado desde 1945. Durante su evolución ha sufrido diversas estilizaciones, aunque conservando la idea original.

A diferencia del águila utilizada por los Reyes Católicos, la que aparece en el escudo de la Unión Española no presenta nimbo, ni tampoco el yugo y el haz de flechas. A pesar de que la forma actual de la insignia tiene cierta similitud con el escudo de la dictadura franquista, esta fue instaurada un año antes de su adopción por el bando sublevado en España.
|                                                           |
| Escudo de Isabel I de Castilla como princesa de Asturias. |

|                                                    |
| Escudo de Fernando II de Aragón como rey católico. |

|                                               |
| Escudo de España usado desde 1945 hasta 1981. |

### Himno
El himno oficial de Unión Española fue escrito y musicalizado por el destacado compositor nacional y reconocido hincha de la institución, Reinaldo Tomás Martínez. Este himno fue una generosa donación del artista al club. Martínez buscaba, a través de un sonido moderno, representar y expandir la identidad del equipo, especialmente entre las nuevas generaciones, de cara al nuevo milenio. Titulado "Olé, olé", este himno se popularizó rápidamente entre los fanáticos. En sus versos, se mencionan a jugadores emblemáticos en la historia del club, como Honorino Landa, Atilio Cremaschi y Hernán Fernández. La melodía refleja el sentimiento del hincha, presentando un sonido que representa tanto a las generaciones más antiguas como a la juventud, siendo la canción oficial actualmente.
Ha sido versionado en diversas ocasiones, en distintos estilos musicales, siendo el más destacado el género rock. En el año 2021, el reconocido guitarrista chileno, Benjamín Lechuga, estrenó una nueva versión del himno de Unión Española, junto al guitarrista y exjugador hispano Juan Pablo Gómez, al bajista chileno Ra Díaz (Korn y Suicidal Tendencies) y la voz de Nico Borie (Parasyche). Mediante el sonido del rock y el metal, consideraron que era muy importante contar parte de la historia de los últimos años, haciendo un merecido homenaje a los jugadores de las generaciones campeonas de 2005 y 2013, referentes del club que no son mencionados en la versión original. Todo esto con la finalidad de lograr un vínculo aún más intenso con la hinchada.

## Indumentaria

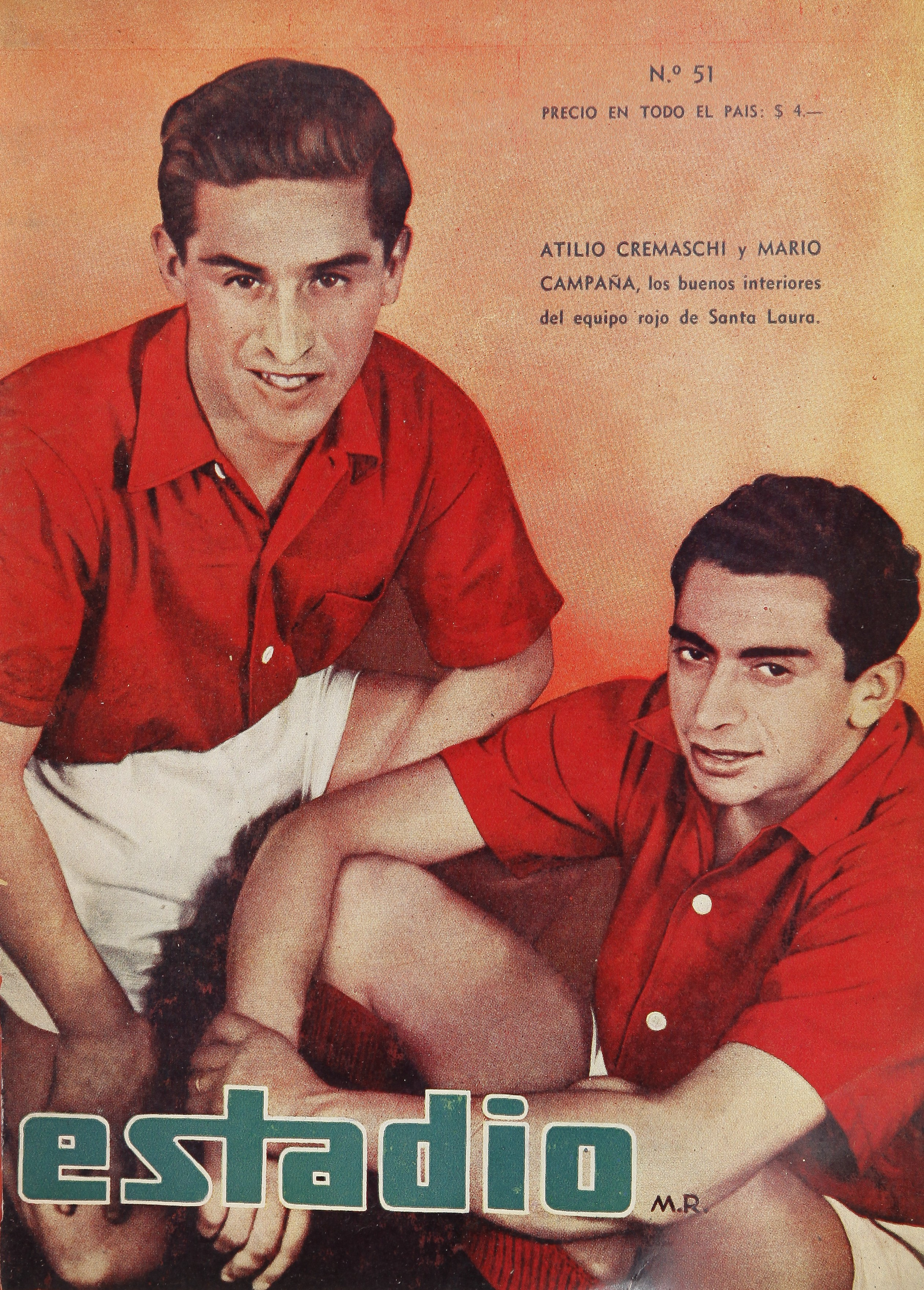
Atilio Cremaschi y Mario Campaña luciendo la equipación titular en 1943.

En 1918, el Club Ibérico Balompié lucía una camiseta blanca y celeste con franjas verticales, pantalón blanco y medias oscuras, presumiblemente de color negro. En 1922, a raíz de la fusión del Ibérico Balompié con el Ciclista Ibérico, comenzaron a utilizar el color rojo en la camiseta. El club debe sus colores a la representación de la Selección Española, por lo que a menudo se han agregado detalles amarillos, blancos o azules a la camiseta para resaltar esta identificación. Aunque el uniforme no ha presentado mayores cambios desde entonces, la camiseta roja inicialmente estaba acompañada por un pantalón blanco y medias negras, hasta que en los años 60' el pantalón cambió al color azul.

La vestimenta alternativa ha sido históricamente de color blanco, a la que se le añaden detalles en rojo, amarillo o azul. Para la temporada 2010, el nuevo proveedor del club, la marca española Joma, implementó una tercera camiseta de color negro con una banda vertical amarilla bordeada en rojo. Esta combinación se ha repetido en los últimos años para el diseño de las indumentarias alternativas, experimentando con tonalidades de azul, negro e incluso gris. El uniforme alternativo actual está compuesto por camiseta, short y medias en tono celeste claro.
| Primer uniforme | Ver evolución | Uniforme actual |

## Infraestructura

### Estadio
Tras la fusión de los clubes que dieron origen a la naciente Unión Deportiva Española, la nueva directiva unió esfuerzos para la creación de un recinto deportivo que albergara la práctica de sus distintas disciplinas. Se conformó una comisión, integrada por el presidente del club, Rosendo de Santiago, y los dirigentes José Goñi, Evaristo Santos y Juan Francisco Jiménez. Estos adquirieron los 45.033,80 m² de terreno de la chacra La Obra (propiedad del abogado y parlamentario Absalón Valencia y su esposa María Luisa Montau) por un total de $ 257.934,50 de la época. La compra-venta fue oficializada por el notario Javier Vergara Rodríguez mediante la escritura pública fs. 672, n.° 571, el 21 de octubre de 1922, lo que dio inicio a la construcción del estadio. En su etapa inicial, el recinto contaba con una modesta capacidad para 5.000 espectadores. Fue terminado el 12 de noviembre e inaugurado el 10 de mayo de 1923, con un partido amistoso entre los primeros y segundos equipos de la Unión Deportiva Española y su clásico rival, el Audax Club Sportivo Italiano.

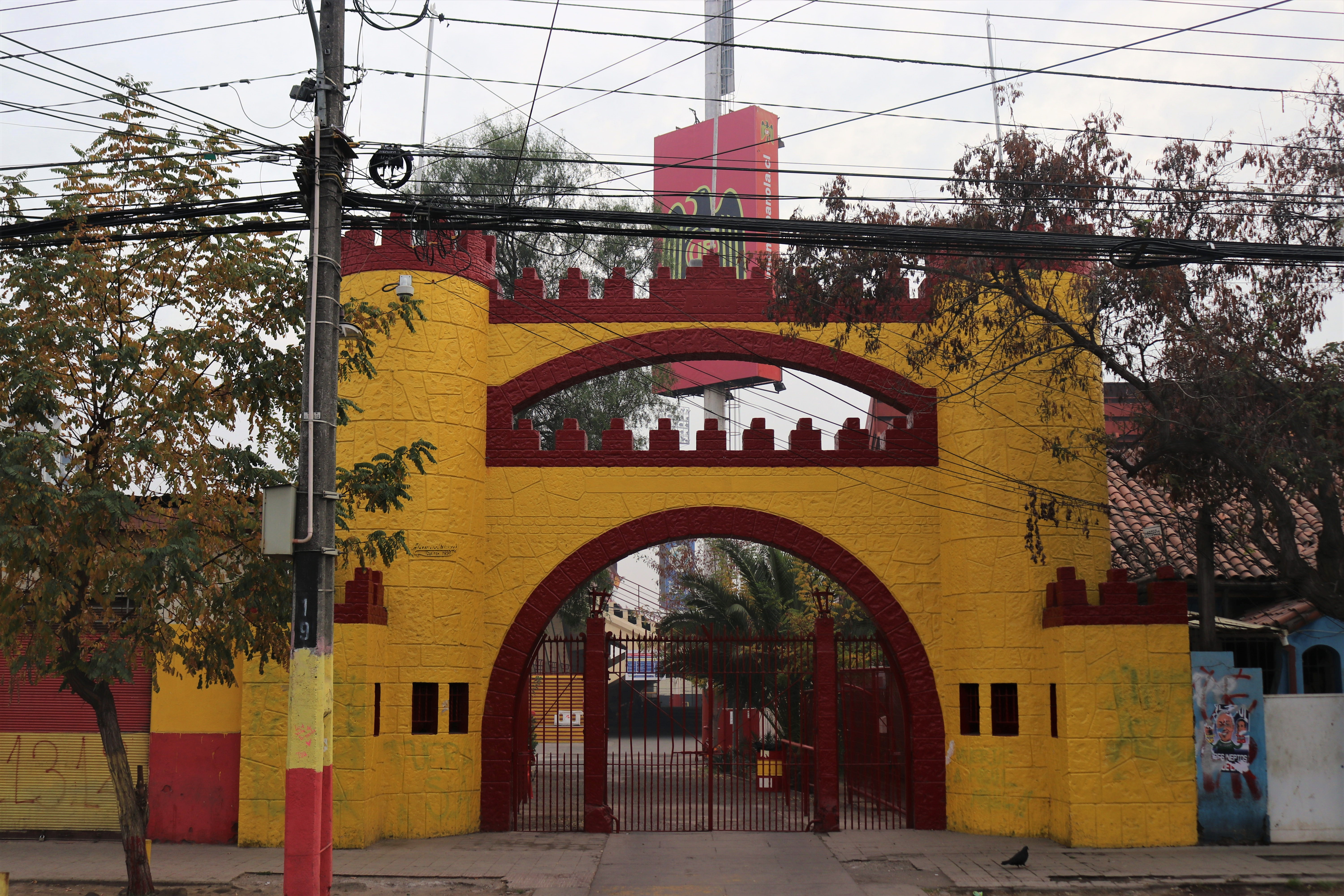
Acceso peatonal tradicional al recinto.

En el momento de su construcción, el estadio se encontraba alejado del centro urbano. Sin embargo, hoy en día, está ubicado en la calle Julio Martínez Prádanos 1365, en la comuna de Independencia, cerca de la Plaza Chacabuco. Actualmente, el estadio tiene el honor de ser el recinto de fútbol profesional más antiguo del país. Es propiedad del club, a través de la Inmobiliaria Unión Española, y es administrado por la sociedad anónima deportiva profesional bajo un usufructo de 30 años, a partir de 2008. Tras una remodelación entre 2009 y 2011, se renovaron los baños públicos y los vestuarios del fútbol joven. Además, se habilitaron nuevos accesos al estadio y se incorporó una zona de estacionamiento. Tiene una capacidad aproximada para 20 000 espectadores. El club administra el complejo, que ocupa un espacio de 4,2 hectáreas y cuenta con 2 canchas y 4 multicanchas, además de oficinas, vestuarios y servicios para los espectadores. La cancha principal tiene dimensiones de 105 x 68 metros.

### Sede social
La primera Sede Social del club se ubicaba en una casona de la calle Huérfanos 891. Posteriormente, el club se trasladó al Palacio Undurraga de la Avenida Libertador General Bernardo O'Higgins 911, en la intersección con la calle Estado. No obstante, a mediados de los años 1950, el presidente Francisco Calvo encomendó al arquitecto José Llambías Merchant la misión de diseñar la nueva Sede Social en calle Carmen 110, a solo dos cuadras de la Alameda. Su estructura fue calculada por el ingeniero Luis Matte Hempel. Para concretar la construcción de la nueva sede, el 11 de noviembre de 1955 se fundó la Inmobiliaria Unión Española, una sociedad anónima que mediante venta de acciones, permitió reunir el capital necesario para el nuevo edificio social.
Finalmente, la sede social de calle Carmen 110 fue inaugurada el 25 de mayo de 1962. La sede constaba de una edificación de hormigón de más de 110.000 m², más 4.000 m² de terrazas y jardines. Su fachada presentaba brise soleil, sobre los cuales se encontraba un gran letrero formado por las letras titulando Unión Española en mayúsculas y de color rojo. En su interior, el edificio de ocho pisos contaba con un casino, bar, sala de conferencias, salón de fiestas y oficinas, además de instalaciones deportivas como canchas de básquetbol y voleibol, un trinquete de pelota vasca, una bolera, salón de billar (con 6 mesas), sala de tenis de mesa (con 8 mesas), un gimnasio, piscina y baños turcos, constituyendo una Sede Social y deportiva para los socios de la institución, donde se reunían estos y los deportistas del club.
Cuando se agudizó la crisis económica del club a inicios de la década de 2000, la sede fue embargada con el fin de saldar las deudas del club con la Tesorería General de la República, aunque finalmente el remate no se llevó a cabo. De a poco el edificio fue cayendo en el desuso. En los años 2000, bajo la presidencia de Salvador Calera, el inmueble fue hipotecado al Banco Santander y arrendado a dos universidades, aunque dichos acuerdos no fructificaron. El club se trasladó su sede social al estadio, utilizando además las dependencias del Estadio Español de Las Condes para sus reuniones de socios. Posteriormente, el edificio pasó por una etapa de total abandono, siendo saqueado por delincuentes y utilizado como morada de vagabundos. En octubre de 2009, el banco decidió vender la emblemática sede del club a la inmobiliaria Eurocorp S.A, quienes tomaron la decisión de demoler la edificación en julio de 2010 para la posterior construcción de un edificio de departamentos. El edificio fue finalmente demolido el 27 de septiembre de ese mismo año, poniendo fin a una parte social fundamental para la historia del club.

## Afición

### Encuestas

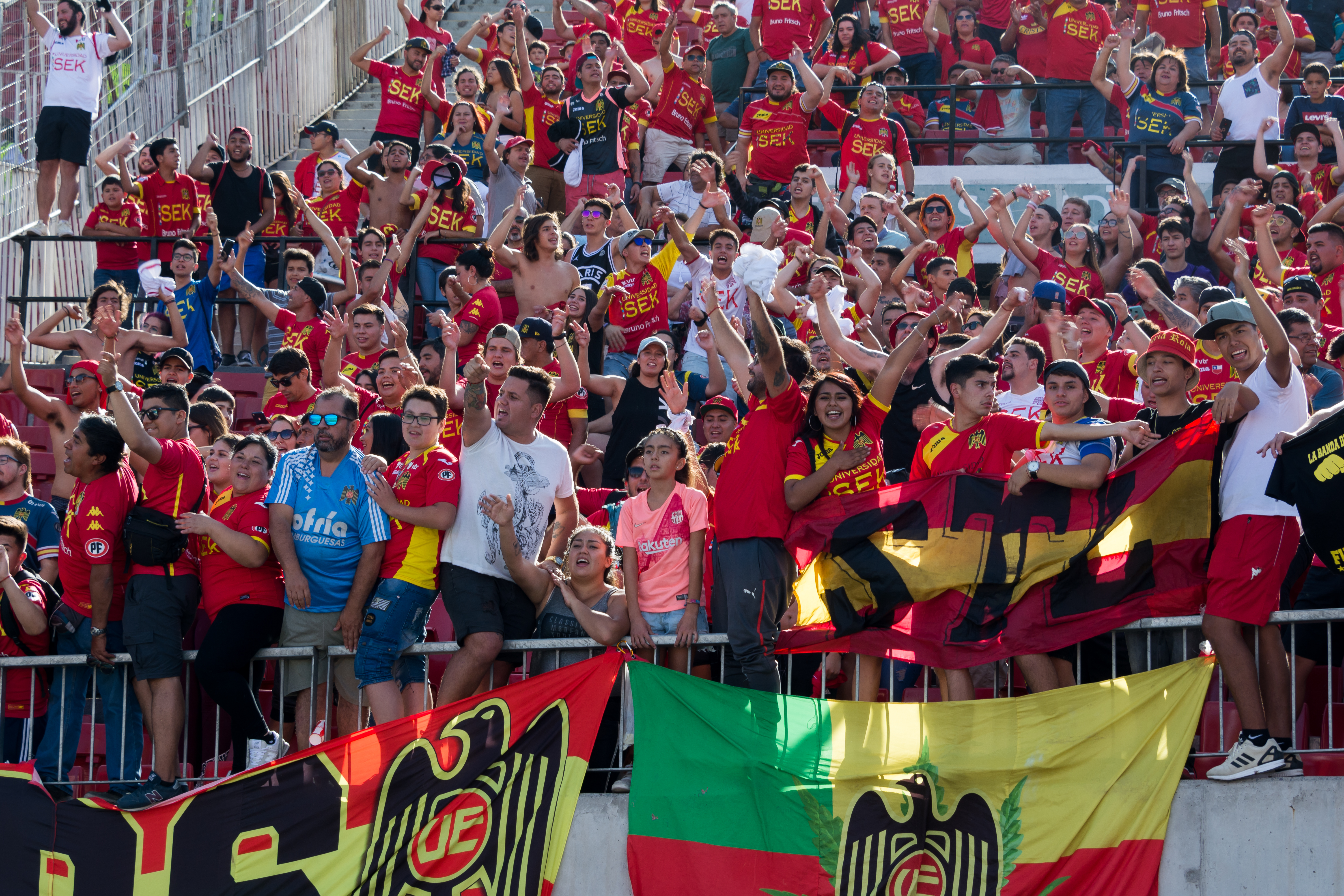
La hinchada de Unión Española de visita en un encuentro contra Universidad de Chile (2019).

En cuanto a la afiliación, en sus inicios el club estaba conformado principalmente por miembros de la comunidad española radicada en el país. Su popularidad se extendió al aficionado nacional, y en los primeros partidos de fútbol chileno, se convirtió en uno de los equipos favoritos por su filosofía y su estilo de juego. Este factor fue creciendo exponencialmente con el paso de generaciones exitosas, como la de los años 70. En la actualidad, es uno de los equipos más populares de la capital, Santiago. Su arraigo hacia la comunidad inmigrante en el país y la importancia del club para el desarrollo del deporte nacional, hacen que sea una de los equipos más reconocidos del país.
Entre las encuestas realizadas, la Fundación Futuro entrevistó a 352 personas del Gran Santiago en 1999, ubicándolo en la 5ª posición con un 1,8% de las preferencias. Del mismo modo, otro estudio realizado por la misma Fundación Futuro en 2006 a 300 personas del Gran Santiago lo posicionó en la 4° posición con un 2% de las preferencias, escalando una posición por debajo de la Universidad Católica. Por otro lado, el centro de encuestas del diario La Tercera, en un sondeo realizado en abril de 2008, le otorgó un 4% de las preferencias, ubicándolo en la 5ª posición. En una encuesta realizada por Adimark en 2016, en la que se analizaron 4.800 casos a nivel nacional, Unión Española representó el 1,5% de las preferencias, quedando en la 4° posición detrás de Colo-Colo con un 44,8%, Universidad de Chile con un 25,7% y Universidad Católica con un 6,6%.

### Barras organizadas
Dentro de las barras organizadas, se destaca la denominada Furia Roja, la que se ubica, en la actualidad, en la galería popular Honorino Landa en el Estadio Santa Laura. Esta barra tiene filiales a lo largo del país y grupos en diversos puntos de la capital. Se caracteriza por fomentar un ambiente familiar en el estadio, organizando actividades tanto artísticas como recreativas, con el objetivo de unir de manera transversal a los simpatizantes de Unión Española, sin importar clases sociales ni nacionalidades, respetando las raíces históricas del club que rememoran a un grupo de inmigrantes en busca de oportunidades. Además, se hace presente en la mayoría de las manifestaciones sociales a nivel nacional.
Aunque no se trata de una hinchada particularmente violenta, los incidentes tienden a acentuarse durante los Clásicos de Colonias contra Audax Italiano y en los viajes que se realizan a otras regiones del país en calidad de visitante. La afición siempre ha mantenido una postura crítica frente a la sociedad anónima y las injusticias de la dirigencia hacia la hinchada. En los últimos años, la organización se ha comprometido con los miembros que componen el club, buscando recomponer el tejido social de la institución y recuperar la identidad del barrio Independencia.

## Rivalidades

### Audax Italiano

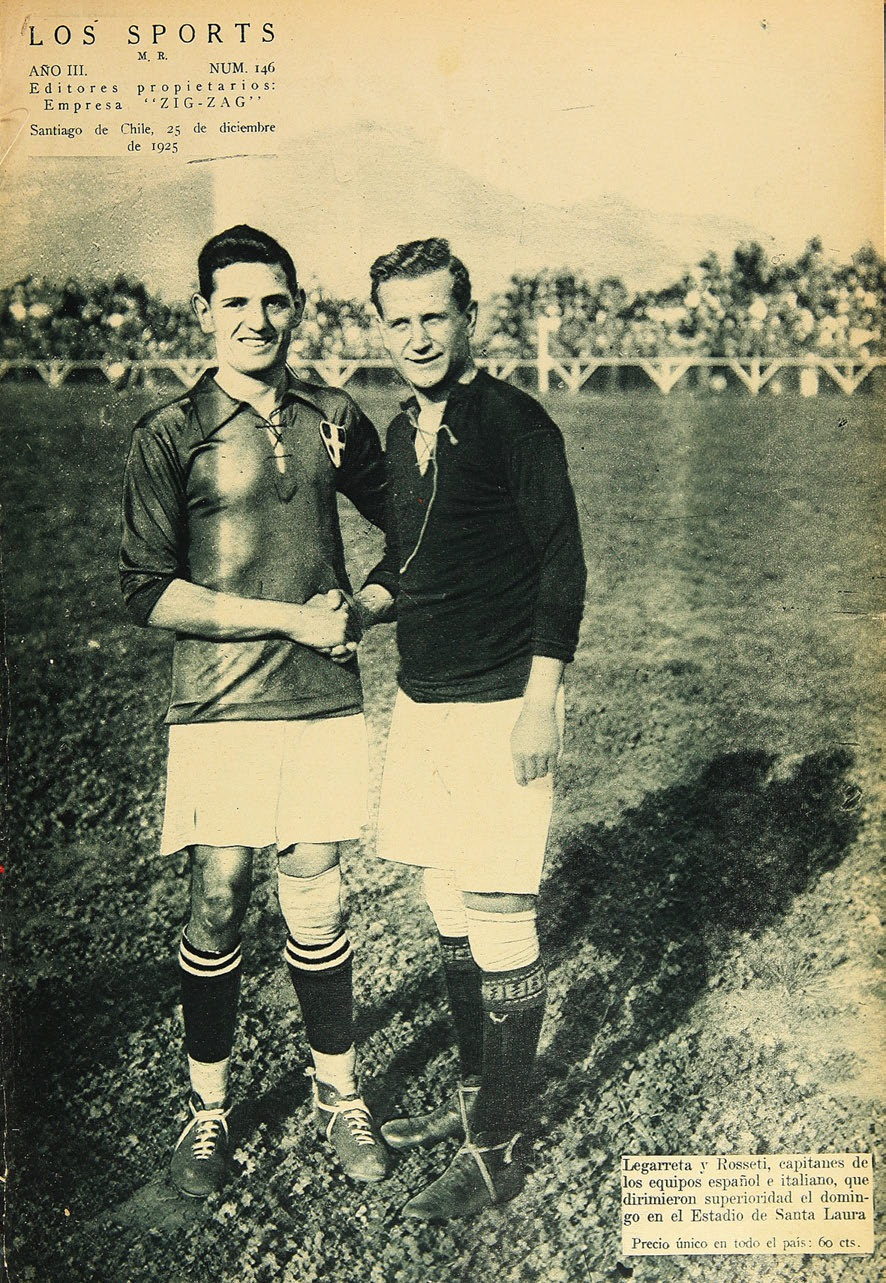
José Rosetti y Juan Legarreta, capitanes de Audax Italiano y Unión Española respectivamente, en 1925.

El clásico rival de los hispanos ha sido Audax Italiano a través de los años. Cada partido entre ellos es denominado como «Clásico de Colonias». Aunque la prensa ha promocionado el enfrentamiento contra Palestino, el duelo contra Audax Italiano es el que posee una mayor tradición. Históricamente, han existido otros equipos de colectividades extranjeras como el Deportivo Alemán (que jugó en Primera División en 1934), la Sportiva Italiana (campeón de Liga de Valparaíso en 1932) o Deportes Iberia, pero desde sus inicios, el clásico de colonias hace referencia al enfrentamiento entre hispanos e itálicos.
El origen de la rivalidad con Audax radica en que ambas instituciones representaban a dos colonias extranjeras importantes en el país. Las buenas presentaciones de ambos equipos en los años 1920, cuando comenzó a gestarse la rivalidad, atraían a una gran cantidad de espectadores a este encuentro que, no pocas veces, terminaba en enfrentamientos entre los hinchas de ambas escuadras. El primer enfrentamiento disputado por ambos clubes tuvo lugar en abril de 1922, entre el entonces Club Ibérico Balompié y el Audax Club Sportivo Italiano, finalizando en empate 0-0.
El 10 de mayo de 1923, ambos equipos se enfrentaron en un partido amistoso con motivo de la inauguración del Estadio Santa Laura, donde disputaron la Copa Guillermo Gellona, donada por el empresario italiano del mismo nombre. El encuentro finalizó con triunfo para Audax por 1-0.
El primer encuentro oficial amateur se disputó el 11 de noviembre de 1923, en el marco de la Sección Uruguay de la Copa Chile organizada por la Asociación de Football de Santiago. El encuentro finalizó 1-0 a favor de los hispanos, gracias a un autogol marcado por uno de los hermanos Fruttero. Más tarde, el primer encuentro oficial en la era profesional se jugó el 20 de agosto de 1933, durante la cuarta fecha del Campeonato de la División de Honor de la Liga Profesional de Football de Santiago (hoy Primera División). El encuentro finalizó 2-1 a favor de los hispanos. En Primera División se han enfrentado en 158 ocasiones, con 61 triunfos para los hispanos y 56 victorias para los itálicos, mientras que los 41 encuentros restantes terminaron en empate. Muchos jugadores han defendido los colores de ambos clubes; sin embargo, Américo Azares ha sido el único que ha logrado ser campeón con ambos equipos.

#### Historial
| Competición                           | PJ  | Unión Española | Unión Española | PE | Audax Italiano | Audax Italiano |
| Competición                           | PJ  | PG             | GF             | PE | PG             | GF             |
| ------------------------------------- | --- | -------------- | -------------- | -- | -------------- | -------------- |
| Era Amateur                           | 9   | 5              | 25             | 2  | 2              | 21             |
| Primera División                      | 157 | 59             | 251            | 40 | 58             | 257            |
| Copa Chile                            | 26  | 10             | 33             | 8  | 8              | 30             |
| Otros torneos                         | 13  | 5              | 27             | 3  | 5              | 27             |
| Total                                 | 205 | 79             | 336            | 53 | 73             | 335            |
| Registro hasta el 18 de abril de 2025 |     |                |                |    |                |                |

### Universidad Católica
El 21 de abril de 1946 se disputó el primer encuentro entre hispanos y cruzados en el Estadio Independencia, finalizando con un empate 1-1. Esto marcó el inicio de una rivalidad que se mantuvo vigente durante varios años. Sin embargo, en la actualidad existe un debate sobre si realmente puede considerarse un verdadero clásico. Lo cierto es que los partidos entre Unión Española y Universidad Católica siempre aportan elementos que enriquecen la rica historia del fútbol chileno. Este enfrentamiento se denominó en ese entonces como el «Clásico de Independencia», nombrado así por el barrio donde ambos equipos eran locales, ya que sus estadios estaban ubicados a tan solo 200 metros de distancia, una situación similar a la rivalidad entre Independiente y Racing en Argentina.
En 1939, en el contexto de la guerra civil española, el equipo de Santa Laura solo jugó un partido antes de entrar en receso deportivo. Como era de esperar, el equipo se desmanteló y los jugadores emigraron a diferentes clubes. Como consecuencia, los principales elementos hispanos se integraron a la Universidad Católica. Hubo momentos en los que la tensión se desbordó, incluso antes del primer partido jugado en el Estadio Independencia. Durante un encuentro ocurrido el 26 de agosto de 1945, en el Estadio Nacional frente a 15 000 espectadores, los propios jugadores y cuerpos técnicos protagonizaron incidentes cuando el marcador favorecía a los cruzados, con la participación del público que en ese entonces podía disfrutar del fútbol desde el borde de la cancha.
Pese a la mudanza de Universidad Católica a la comuna de Las Condes, la relación con Unión Española se mantuvo. Esta última ha tenido éxito en San Carlos de Apoquindo, no solo enfrentando a Católica, sino también en términos deportivos. Consiguieron ganar la Liguilla de 1993 ante Temuco, lo que les allanó el camino para realizar una destacada participación en la Copa Libertadores en 1994.
Cuando parecía que la rivalidad era cosa del pasado, a partir del año 2013, los partidos han ido más allá de lo futbolístico. La disputa por el título de ese año quedó en manos de Unión Española tras un reñido desenlace ante Católica. En la Copa Chile de 2013, los jugadores protagonizaron incidentes en San Carlos de Apoquindo. Patricio Rubio, delantero hispano, luego de convertir un gol, hizo la señal de la paz con su mano, que en este caso buscaba molestar a los cruzados al mostrar el número dos, aludiendo al mote de segundones. En la revancha, el entrenador de Unión, José Luis Sierra, dedicó el mismo gesto a la barra estudiantil, esta vez en el Estadio Santa Laura. La discusión subió de tono y terminó en una batalla campal entre jugadores.

#### Historial
| Competición                           | PJ  | Unión Española | Unión Española | PE | Universidad Católica | Universidad Católica |
| Competición                           | PJ  | PG             | GF             | PE | PG                   | GF                   |
| ------------------------------------- | --- | -------------- | -------------- | -- | -------------------- | -------------------- |
| Primera División                      | 176 | 54             | 271            | 50 | 72                   | 300                  |
| Copa Chile                            | 33  | 10             | 43             | 10 | 13                   | 46                   |
| Otros torneos                         | 5   | 1              | 9              | 2  | 2                    | 10                   |
| Total                                 | 214 | 65             | 323            | 62 | 87                   | 356                  |
| Registro hasta el 28 de marzo de 2025 |     |                |                |    |                      |                      |

### Palestino
La rivalidad contra Palestino, al igual que con Audax Italiano, surge por ser clubes representantes de dos de las colonias extranjeras más importantes del país. Históricamente no ha existido una enemistad significativa entre ambas instituciones, ya que el enfrentamiento no genera tanta atención entre los hinchas hispanos como el enfrentamiento contra Audax Italiano o contra Universidad Católica.[cita requerida]
En julio de 1977, Palestino comenzó un invicto histórico que duró 44 partidos y que culminó el 10 de septiembre de 1978 en un partido frente a Unión Española. En este encuentro, los hispanos vencieron por 2-1 en el Estadio Nacional. Al mismo tiempo, Unión Española disfrutaba de su etapa más exitosa, llegando incluso a la final de la Copa Libertadores en 1975. Debido al buen rendimiento de ambos equipos durante esas temporadas, los partidos entre los clubes comenzaron a ser motivo de atención y de alta convocatoria de público. Uno de los partidos destacados entre hispanos y árabes fue la final de la Copa Chile de 1977, disputada el 9 de abril en el Estadio Nacional. Unión Española logró ponerse en ventaja en tres ocasiones, pero un gol marcado por Elías Figueroa en el minuto 112 terminó por darle a Palestino su segundo título.
Varios futbolistas han pasado por ambos clubes; sin embargo, Raúl Cárcamo (en 1951 defendiendo a los hispanos y en 1955 a los árabes) y Mario Varas (en 1973 defendiendo a los hispanos y en 1978 a los árabes) han sido los únicos que han sido campeones con ambos clubes.

#### Historial
| Competición                           | PJ  | Unión Española | Unión Española | PE | Palestino | Palestino |
| Competición                           | PJ  | PG             | GF             | PE | PG        | GF        |
| ------------------------------------- | --- | -------------- | -------------- | -- | --------- | --------- |
| Primera División                      | 139 | 55             | 231            | 33 | 51        | 224       |
| Copa Chile                            | 26  | 11             | 49             | 5  | 10        | 47        |
| Otros torneos                         | 5   | 4              | 8              | 1  | 0         | 4         |
| Total                                 | 169 | 70             | 288            | 39 | 61        | 275       |
| Registro hasta el 27 de julio de 2025 |     |                |                |    |           |           |

## Datos del club
- Temporadas en 1.ª: 90 (1933-1938; 1940-1997; 2000-presente)
- Temporadas en 1.ªB: 2 (1998-1999)
- Mejor puesto en la liga: 1.º: 7 (1943, 1951, 1973, 1975, 1977, Apertura 2005, Transición 2013)
- Peor puesto en la liga: 19.º (Clausura 2006).
- Mayor goleada conseguida
  - En campeonatos nacionales: 14:1 a Morning Star, en 1934.[176]
  - En torneos internacionales: 7:2 a Huachipato, el 26 de marzo de 1975.[177][178]
- Mayor goleada recibida
  - En campeonatos nacionales: 0:6 ante Santiago Morning, en 1954.[179]
  - En torneos internacionales: 0:5 ante Colo-Colo, el 1 de marzo de 1973.[177][180]
  - En torneos internacionales: 0:5 ante The Strongest, el 23 de febrero de 2017
- Participaciones internacionales:
  - Copa Libertadores de América (13): 1971, 1973, 1974, 1975, 1976, 1978, 1994, 2006, 2011, 2012, 2014, 2017, 2021.
  - Copa Sudamericana (5): 2009, 2018, 2019, 2022, 2025.
  - Copa Ganadores de Copa (1): 1970.

## Jugadores
Una gran cantidad de destacados jugadores del ámbito nacional han disputado al menos un encuentro oficial con la camiseta del primer equipo de Unión Española en los últimos años. En sus comienzos, durante la era amateur, el plantel estaba conformado únicamente por miembros de la colonia española. Son siete los futbolistas que se han consagrado como goleadores de alguno de los Campeonatos de Primera División, siendo el paraguayo Eladio Zárate el único en lograr la marca en tres oportunidades, con 28, 32 y 22 goles en las temporadas 1967, 1968 y 1969, respectivamente. Otro hispano destacado es Honorino Landa, goleador del campeonato de 1961 con 24 tantos, quien además ostenta ser el cuarto goleador histórico de la Primera División del fútbol chileno (defendiendo distintos clubes). Otros goleadores del torneo han sido Luis Machuca (17 goles en 1943), Mario Lorca (20 goles en 1949), Guillermo Yávar (21 goles en 1973), Gustavo Biscayzacú (21 goles en el Campeonato de Clausura 2003) y Emanuel Herrera (11 goles marcados en Campeonato de Clausura 2012). Los jugadores Marcelo Vega, Manuel Neira y Leandro Garate han sido los máximos anotadores de Copa Chile, en las temporadas 1992, 2008-09 y 2022 respectivamente. Desde la instauración de los premios Balón de Oro de la ANFP en 2008, solamente un futbolista hispano ha sido galardonado: Sebastián Jaime, quién recibió el Botín de Oro en el año 2012.
En lo que respecta a campeonatos obtenidos, los futbolistas Antonio Arias, Francisco Las Heras y Juan Machuca han sido quienes más campeonatos de Primera División han obtenido, con 3 títulos. Estos mismos futbolistas, junto a José Luis Sierra (campeón de dos Copa Chile y un Campeonato de Apertura), fueron quienes más títulos consiguieron. Cinco hispanos han sido premiados como Mejor Deportista del Fútbol Profesional de Chile; Hernán Fernández (1951), Hugo Berly (1972), Mario Soto (1976), Rafael González (1979) y José Luis Sierra (2005).

### Plantilla 2025
- Por disposición de la Asociación Nacional de Fútbol Profesional (ANFP), los equipos chilenos en la Liga de Primera están limitados a tener en su plantel un máximo de seis futbolistas extranjeros, más un juvenil extranjero inscrito en el fútbol formativo desde el año 2023.
- Por disposición de la ANFP, el número de las camisetas no puede sobrepasar al número de jugadores inscritos.
- Por disposición de la ANFP, el plantel debe utilizar al menos 1890 minutos a juveniles chilenos nacidos a partir del 1 de enero de 2004.

### Altas 2025
| Jugador           | Posición      | Procedencia          | Tipo            |
| ----------------- | ------------- | -------------------- | --------------- |
| Martín Parra      | Portero       | Huachipato           | Préstamo        |
| Felipe Espinoza   | Defensa       | Magallanes           | Libre           |
| Sebastián Pereira | Defensa       | Everton              | Libre           |
| Brayan Véjar      | Defensa       | Palestino            | Libre           |
| Bryan Carvallo    | Mediocampista | Deportes Iquique     | Fin de préstamo |
| Benjamín Droguett | Mediocampista | Deportes Linares     | Fin de préstamo |
| Matías Marín      | Mediocampista | Belgrano             | Préstamo        |
| Cris Montes       | Mediocampista | Eldense              | Libre           |
| Agustín Nadruz    | Mediocampista | Deportes Iquique     | Libre           |
| Rodrigo Vásquez   | Mediocampista | Ñublense             | Fin de préstamo |
| Fernando Ovelar   | Delantero     | Pachuca              | Traspaso        |
| Ariel Uribe       | Delantero     | Deportes Antofagasta | Traspaso        |
| Matías Suárez     | Delantero     | Belgrano             | Libre           |
| Ignacio Jeraldino | Delantero     | Audax Italiano       | Traspaso        |

### Bajas 2025
| Jugador            | Posición      | Destino                | Tipo            |
| ------------------ | ------------- | ---------------------- | --------------- |
| Martín Ballesteros | Portero       | Colo-Colo              | Fin de préstamo |
| Alonso Montecinos  | Portero       | Bandera de ?           | Libre           |
| Stefano Magnasco   | Defensa       | Deportes Temuco        | Libre           |
| Luis Pavez         | Defensa       | O'Higgins              | Libre           |
| Nicolás Peñailillo | Defensa       | Deportes Limache       | Libre           |
| Jeyson Rojas       | Defensa       | Colo-Colo              | Fin de préstamo |
| José Tiznado       | Defensa       | Cobresal               | Libre           |
| Diego González     | Mediocampista | San Martín (SJ)        | Libre           |
| Sebastián Leyton   | Mediocampista | Rangers                | Libre           |
| Emiliano Vecchio   | Mediocampista | Defensores de Belgrano | Libre           |
| Valentín Adamo     | Delantero     | Botafogo               | Fin de préstamo |
| Leandro Benegas    | Delantero     | O'Higgins              | Libre           |
| Franco Frías       | Delantero     | Racing                 | Fin de préstamo |
| Bastián Yáñez      | Delantero     | Godoy Cruz             | Libre           |
| Tomás Tolosa       | Delantero     | Provincial Ovalle      | Préstamo        |

## Entrenadores
Durante la era amateur, Unión Española no contaba con un entrenador exclusivo a cargo del plantel, por lo que su función era realizada por los propios futbolistas, como por ejemplo Juan Legarreta durante los años 20 o Gerardo Mediavilla en 1930. El personaje de jugador - entrenador (también denominado capitán - entrenador) era el encargado de la elección de la oncena titular, su disposición en el campo y la dirección táctica del plantel.
Con el arranque de la era profesional, el club empezó a contratar entrenadores para cumplir el rol de estratega en exclusiva. A partir de la segunda temporada del torneo oficial, el club contrató a su primer entrenador: Enrique Teuche. Entre los entrenadores que han dirigido a Unión Española a lo largo de la historia, son cinco quienes han conseguido un título de Primera División: Atanasio Pardo (1943), el histórico español Isidro Lángara (1951), el tres veces campeón Luis Santibáñez (1973-1975-1977), Fernando Díaz (2005) y José Luis Sierra (2013). Además, cabe destacar a Nelson Acosta, bicampeón de la Copa Chile (1992-1993), que se suman a la Supercopa de Chile (2013) obtenida por el ya nombrado José Luis Sierra.
Otros entrenadores que han obtenido títulos menores han sido Juvenal Olmos, quién se tituló campeón de Primera B y Manuel Rodríguez, quien consagró al equipo campeón de la Copa de Invierno (un torneo menor organizado por la ANFP). Desde la instauración del premio Balón de Oro de la ANFP en 2008, solamente un entrenador hispano ha obtenido tal distinción: José Luis Sierra luego de la notable campaña del año 2012.

### Cronología
Los entrenadores interinos aparecen en cursiva.
- Alfredo Plá (1918-1919)[205]
- Juan Legarreta (1920-1929)[205]
- Gerardo Mediavilla (1930)[205]
- Raimundo Caballero (1931-1932)[205]
- Gerardo Mediavilla y Juan Bautista Lapiedra (1933)[206]
- Enrique Teuche (1934-1935)[206]
- Luis Tirado (1936-1938)[206]
- Atanasio Pardo (1938−1939)[206]
- Manuel Casals (1940-1943)
- Atanasio Pardo (1943−1944)
- Carlos Schneeberger (1945)[207]
- Isidro Lángara (1950−1951)[208]
- Hernán Fernández (1954)
- Martín García (1955−1958)
- Francisco Hormazábal (1959−1960)
- Francisco Villegas (1961)
- Voltaire Carvajal (1961)
- Luis Tirado (1962)
- Domingo González (1962-1963)
- Isaac Fernández (1964)
- Dante Pesce (1965)
- Domingo González (1965-1966)
- Francisco Molina (1966-1967)
- Andrés Prieto (1968)
- Sergio Navarro (1969)[209]
- Pedro Areso (1969)
- Miguel Mocciola y  Pedro Areso (1969-1970)
- Federico Vairo (1970)[210]
- Pedro Areso (1970)
- Néstor Isella (1971-1972)
- Luis Santibáñez (1973-1974)
- Jaime Ramírez (1974)
- Manuel Rodríguez (1974)
- Luis Santibáñez (1974-1977)
- Pedro García (1978)
- Luis Álamos (1978)
- Germán Cornejo (1978-1979)
- José María Silvero (1979)
- Orlando Aravena (1980)
- Nicolás Novello (1981)
- Caupolicán Peña (1982)
- Nicolás Novello (1982)
- Honorino Landa (1982-1983)
- Humberto Cruz (1983)
- Caupolicán Peña (1983)
- Orlando Aravena (1984-1985)
- Mario Moreno (1986)
- Héctor Pinto (1986-1988)
- Juan Machuca (1988)
- Luis Santibáñez (1988)
- Manuel Rodríguez (1989-1991)
- Juan Rodríguez (1991)
- Pedro García (1991)
- Nelson Acosta (1992)
- Ricardo Contreras (1992)
- Guillermo Yávar (1992)
- Miguel Ángel Neira (1992)
- Nelson Acosta (1992-1996)
- Julio Comesaña (1996)
- Jorge Américo Spedaletti (1996)
- Guillermo Páez (1996-1997)
- Luis Ahumada (1997)
- Rogelio Delgado (1997)
- Guillermo Yávar (1998)
- Juvenal Olmos (1999-2000)
- Leonardo Véliz (2001-2002)
- Roberto Hernández (2002-2003)
- Fernando Carvallo (2003-2004)
- Fernando Díaz (2005)
- Fernando Carvallo (2006)
- Manuel Rodríguez (2006)
- Héctor Pinto (2007)
- Marcelo Espina (2007-2008)[211]
- Jorge Garcés (2008)[212][213]
- Luis Hernán Carvallo (2008-2009)[213][214]
- José Luis Sierra (2009)[214]
- Rubén Israel (2009-2010)[215][216]
- José Luis Sierra (2010-2015)[216][217]
- Fernando Vergara (2015-2016)[218][219]
- Vladimir Bigorra (2016)[219]
- Martín Palermo (2016-2018)[220]
- Sebastian Zúñiga (2018)
- Fernando Díaz (2018-2019)
- Ronald Fuentes (2019-2021)
- César Bravo (2021)
- Jorge Pellicer (2021)
- César Bravo (2021-2022)
- Gustavo Canales (2022)
- Ronald Fuentes (2023)
- Miguel Ponce (2024)
- José Luis Sierra (2024-2025)
- Gonzalo Villagra (2025)
- Miguel Ramírez (2025-)

## Palmarés

### Títulos locales
- Copa Chile de la Asociación de Football de Santiago (3): 1920,[n. 4] 1924,[n. 5] 1925.[n. 5]
- Copa Unión de la Asociación de Football de Santiago (1): 1920.[n. 6]
- Campeonato de Apertura de la Asociación de Football de Santiago (1): 1925.[n. 5]
- Primera División de la Liga Central de Football de Santiago (1): Serie A 1928.[n. 5]
- Torneo Metropolitano de Chile (1) 1970
- Copa Arauco de la Segunda División de la Asociación de Football de Santiago (3):[n. 7] 1919,[225] 1922,[226] 1923.[227]

### Torneos nacionales
| Competición                              | Títulos                                      | Subcampeonatos                                                     |
| ---------------------------------------- | -------------------------------------------- | ------------------------------------------------------------------ |
| Primera División de Chile (7/10)         | 1943, 1951, 1973, 1975, 1977, A-2005, T-2013 | 1945, 1948, 1950, 1970, 1972, 1976, C-2004, A-2009, C-2012, T-2017 |
| Copa Chile (2/3)                         | 1992, 1993                                   | 1977, 1988, 2022                                                   |
| Supercopa de Chile (1/0)                 | 2013                                         |                                                                    |
| Primera B (1/0)                          | 1999                                         |                                                                    |
| Campeonato de Apertura de Chile (1/1)    | 1947                                         | 1933                                                               |
| Copa de Invierno (1/0)                   | 1989                                         |                                                                    |
| Campeonato de Campeones de Chile (0/2)   |                                              | 1944, 1945                                                         |
| Copa Francisco Candelori (0/1)           |                                              | 1970                                                               |
| Campeonato Especial de Receso (0/1)      |                                              | 1937                                                               |
| Campeonato Absoluto de Chile (0/1)       |                                              | 1943                                                               |
| Liguilla Pre-Libertadores (3/0)          | 1974 (invicto), 1993, 2010 (invicto)         |                                                                    |
| Definición Pre-Recopa Sudamericana (1/0) | 1970                                         |                                                                    |

### Títulos internacionales
| Competición                        | Títulos | Subcampeonatos |
| ---------------------------------- | ------- | -------------- |
| Copa Libertadores de América (0/1) |         | 1975           |

### Títulos amistosos nacionales
- Copa Julio Pardo (1): 1925.[n. 8]
- Copa Embajador de España (1): 1934.[231]
- Copa Gato (1): 2003 (séptima edición).
- Copa Ciudad Viña del Mar (1): 2006.
- Copa Desafío Cristal (1): 2013.
- Copa PF Copiapó (1): 2013.
- Copa TPC: 2016

### Títulos de reserva
- Segunda División de Honor de la Sección Profesional de la Asociación de Football de Santiago (1): 1934.[nota 2]
- Cuarta División de Honor de la Sección Profesional de la Asociación de Football de Santiago (1): 1934.

### Títulos juveniles
- Campeonato de Apertura de la División Juvenil de Honor (1): 1933.[232]
- Campeonato de Apertura de la Primera División Infantil de Honor (1): 1933.[232]
- División Juvenil de Honor (1): 1933.[233][234]
- Primera División Infantil de Honor (1): 1933.[233][234]
- Segunda División Infantil de Honor (2): 1933,[233][234] 1934.[235]
- Tercera División Infantil de Honor (1): 1934.[235]
- Subcampeón del Campeonato de Apertura de la División Juvenil de la Liga Infantil de Football de Santiago (1): 1929.[236]
- Subcampeón de la Tercera División Infantil de Honor (1): 1933.[233][234]
- Subcampeón del Campeonato de Apertura de la División Juvenil de la Sección Profesional (1): 1934.[237][238]
- Subcampeón del Campeonato de Apertura de la Primera División Infantil de la Sección Profesional (1): 1934.[237][238]
- Campeonato de Apertura fútbol joven Sub-17 (1): 2018.[239]

## Secciones deportivas

### Baloncesto
Unión Española tuvo una rama profesional de básquetbol que compitió en los campeonatos de la Asociación de Básquetbol de Santiago. En 1929 rozó la gloria, al lograr el subcampeonato, siendo superados por el club Internacional, situación que se repetiría en las temporadas 1933 y 1934. Sin embargo, la gloria llegaría en 1935, donde vencen a su rival, el Internacional, titulándose campeones por primera vez. Dos títulos más se sumarían a las vitrinas hispanas, los años 1938 y 1940. La edad de oro del básquetbol hispano se vivió entre los años 1960 a 1973, cuando, bajo las órdenes del entrenador Gustavo Ortlieb, obtuvo la corona de campeón durante 14 temporadas seguidas.
El club también fue uno de los fundadores de la División Mayor del Básquetbol de Chile (DIMAYOR), disputando de forma interrumpida el torneo durante once temporadas, entre los años 1979 a 2012. Debutó en el campeonato de 1979, logrando la tercera posición entre 8 equipos. Su mayor logro fue el subcampeonato de 1982, siendo campeón la Societá Sportiva Italiana de Valparaíso. Tras un largo período de receso, los hispanos —bajo la dirección del entrenador Claudio Lavín— retornarían a la liga en la temporada 2011-12 en calidad de club invitado. En ese campeonato, los rojos alcanzaron las semifinales, siendo eliminados por Universidad de Concepción tras cinco partidos (2:3).
Pese al éxito deportivo, los problemas económicos que comenzó a tener el club repercutieron en la eliminación de la rama. Durante su existencia destacaron jugadores como Berkley Bute, Lewis Lattimore, Dan Mazzulla, Michael Rice, Charles Rusell, George Simps, Willie Wittemberg, David Wilburn, Domingo Sibilla y los hermanos Antonio y Manuel Torres, entre otros.

### Ciclismo
El 9 de enero de 1909 se fundó la sección de ciclismo del club, gracias a la iniciativa de Rafael Urcelay, los hermanos Cecilio y Félix Larios, Javier Fernández Pérez, Arturo Carrera, Crescencio Sáez, Juan Francisco Giménez y Matías Menchaca. Adoptaron el nombre de Club Ciclista Ibérico. Varios de sus fundadores no solo impulsaron la creación del club sino que también tuvieron destacadas participaciones deportivas en la disciplina. A ellos se sumaron otros exponentes notables, como los hermanos Pau, Florentino Bermejo, Alfredo Massanés, los hermanos Abeleida y Francisco Torremocha. Dentro de los logros de la sección, sobresalen trofeos como la Copa Presidente Ibáñez, la Copa Domínguez, la Copa Lueje, Nieto y Cía., y la Copa Viña Vizcaya. Se destaca además el triunfo de Bartolomé Coll y Luis Nebot a fines de 1927 en Las 5 horas ciclistas, competición organizada por el Club Ciclista Arco Iris, que se disputó en el Velódromo de los Campos de Sports de Ñuñoa.

### Tenis
En 1923, la Unión Deportiva Española estableció y registró oficialmente una sección de tenis en la Asociación de Lawn Tenis de Chile. Esta sección provenía de su predecesora, creada un año antes en el Club Ibérico Balompié. Amalio Fernández fue su primer presidente. Al principio, sus actividades se llevaban a cabo en canchas arrendadas al Santiago Football Club y en Quinta Normal. Sin embargo, esto cambió con la finalización de las pistas de tenis en el estadio Santa Laura en mayo de 1924. El club disponía de cuatro canchas con baldosas y dos con ladrillo molido. Entre sus jugadores destacados estuvieron los hermanos Clara y Francisco Abad.

### Fútbol sala
En 2010, Unión Española compitió en el primer campeonato profesional de futsal en Chile, bajo la organización de la ANFP. En ese torneo, el equipo se coronó campeón al derrotar a la Universidad de Chile con un marcador de 5-6, con goles de Nahuel Donadell, Abraham Morán, Fabián Saavedra y Rodrigo Gattas. Después de ese torneo, Unión Española no participó nuevamente en el campeonato.

### Fútbol femenino
Desde su creación en 2008, el club participó ininterrumpidamente en el campeonato de Primera División, hasta el Torneo de Clausura 2015. En febrero de 2016, la directiva del club decidió eliminar la rama de fútbol femenino. El entonces gerente deportivo del club, Johnny Ashwell, argumento la decisión de la directiva mediante motivos económicos.